# 篤姫 (NHK大河ドラマ)
『篤姫』（あつひめ）は、2008年1月6日から同年12月14日にかけて放送された47作目のNHK大河ドラマ。平成20年度文化庁芸術祭参加作品（第32回「桜田門外の変」）。

## 作品概要
原作は宮尾登美子の小説『天璋院篤姫』。主人公は江戸幕府13代将軍・徳川家定の正室である篤姫（天璋院）。宮尾原作の作品は2005年の『義経』以来の2度目となる。
江戸時代末期、鎖国状態にあった日本が諸外国からの脅威に晒されていた時代に、歴史の影で活躍した篤姫に焦点を当てる。ホームドラマ的要素を強め、夫婦の日常、さらに篤姫が自分にとっての家族（＝大奥の女性達）を最後まで守り抜き、その中で一途に平和を願い続ける姿を描いた。
また、それまで歴史の影に隠れがちだった薩摩藩家老・小松帯刀にも焦点を当て、薩摩藩の中心人物として描いた。他に西郷隆盛・大久保利通ら薩摩藩の面々や、勝海舟・坂本龍馬らのような一般に知名度の高い人物も登場した。従来のイメージとは少し違った描かれ方をする人物も多く、例えば井伊直弼は、大弾圧を指揮し、将軍継嗣問題や幕政方針で主人公と対立するものの、一定の見識を持って行動し、主人公にも認められるひとかどの人物として描かれている。
主演の宮﨑あおいは大河ドラマ史上最年少で主演を務めた(放送開始時22歳1ヶ月7日)。また、本作の第2の主人公とも言うべき小松帯刀役に瑛太、篤姫の夫である江戸幕府13代将軍・徳川家定役に堺雅人がそれぞれ起用された。また、鹿児島県が舞台となる本作では、音楽担当の吉俣良や出演者の一部（榎木孝明、沢村一樹、山口祐一郎、稲森いずみなど）に同県出身者が起用されている。2024年『光る君へ』の主演を務めた吉高由里子が大河ドラマ初出演。
また、『朝日新聞』2019年2月2日付のbeランキング「忘れられない大河ドラマ」アンケート結果では、第1位になった（第2位は「真田丸」、第3位は「独眼竜政宗」）。

### 演出
- オープニングの映像はグスタフ・クリムトの画風をモチーフとしている。オープニング映像には宮﨑本人が出演しており、本作以降の大河ドラマでは2014年の『軍師官兵衛』まで、オープニングに主人公が登場するのが定番となっていた（2015年の『花燃ゆ』でこの法則は崩れた）。
- 本作では、登場人物が方言である薩摩言葉を使用するか否かによって、身分の違いを表現している。例えば、島津家・小松家のような上級武士の家は薩摩言葉をほとんど使用しないが、西郷家・大久保家のような下級武士や低い家柄出身の女中などは薩摩言葉を使用している。これは、家格の高い武士は当時、江戸における他藩との交流に備えて言語の矯正が命じられていたということ、篤姫の父・忠剛や島津家当主・斉彬が長く江戸で生活していたなどの史実に基づいている。

## 反響

### 視聴率
それまで視聴率が取れないとされてきた「幕末もの」でありながら、女性層の支持を背景に高視聴率を維持し、大河ドラマとして初めて本放送期間中の集中的なアンコール再放送が行なわれるなど人気を得た。特に最終回直前の12月12日には急遽第48回が再放送され、結果的に3日間連続で同作が放送された。全50回の平均視聴率は24.5%（視聴率は関東地区・ビデオリサーチ社調べ）で、幕末を舞台とした大河ドラマとして過去最高、過去10年の大河ドラマとしても、2002年の『利家とまつ』の22.1%を抜いて、最高の視聴率となった。また、同年の年末に3夜連続で総集編が放送された。（12月26日から28日）
篤姫の地元・鹿児島地区では、第2回の視聴率が29.3%を記録（初回は測定対象外）、その後もほぼ30%台を維持し、第36回には41.9%を記録した。

### その他の影響
放送を機に、幕末の薩摩藩史に関する再検証が活発となり、それまで謎とされてきた篤姫付き老女“幾島”の詳細な経歴や、篤姫の江戸行き道中が本州では陸路であったことなどが判明した。さらに、西郷隆盛、大久保利通らの陰に隠れがちであった小松帯刀の存在についても、改めて注目を集めることとなった。

## あらすじ
《第一回》天命の子
今泉島津家に生まれた於一（おかつ）は、天真爛漫な女の子。色んなことに興味を持ち、いつも周りの付き人達を振り回していた。そんなある日、遊びに行った先で、空腹で倒れている農民に出会い、自分の幸福な身の上に対し疑問を持つようになる。悩む於一は食事を取らないことで農民と苦しみを分かち合おうとするが、母の幸から人には人の役割があることを教えられる。
《第ニ回》桜島の誓い
薩摩藩では調所広郷のもと、厳しい財政改革が進められていた。その最中、今泉島津家は財政改革がきっかけで厳しい立場に置かれることになる。調所の政策によって、庶民や今泉島津家が苦しめられている状況に心を痛めた於一は、調所のところへ抗議のため乗り込んでいく。しかしそこで於一は批判的に思っていた調所の行動にもそうするべき理由があること、そして調所を通じて「人の役割」とそれを超える「天命」について考えることになる。
《第三回》薩摩分裂
薩摩藩主の後継をめぐる、お由羅騒動が勃発し、
家臣たちも対立を極めていた。そんな中、騒動に巻き込まれた大久保正助が謹慎になる。生活が困窮を極める大久保家を助けようと於一は奔走するが、やりすぎてしまい、正助の母に断られてしまう。正助の母の誇りを傷つけたと落ち込む於一だったが、それに対して母のお幸は、それは於一のおごりだと諭すのだった。
《第四回》名君怒る
お家騒動が落ち着き、島津斉彬が藩主となった。藩内の対立にも決着がつき、処分されていたものたちも解放されるかと思われたが、すぐには改善されなかった。そんな中、於一たち今泉島津家は他の分家と共に城に招かれ、斉彬と対面することに。粗相の無いように練習を重ねてきた於一だったが、対面の時に「なぜ大久保たちは解放されないのか」といった質問をしてしまい、その視野の狭さに斉彬から叱責される。
《第五回》日本一の男
斉彬に呼ばれて城にのぼった於一は、そこで島津忠教の息子に見初められる。しかし、お由羅騒動で対立していた相手方からの縁談に、於一の父・忠剛はあまり乗り気になれない。そんな中、於一の友人の肝付尚五郎は於一にどんな人と結婚したいかを尋ねる。すると於一は「日本一の男」だと答えるのだった。於一に思いを寄せる尚五郎は忠剛に於一との縁談を頼み、忠剛も了承するが、その後於一は斉彬の養女になることが決まり、尚五郎は失恋する。
《第六回》女の道
斉彬の養女になるという話を聞き、於一は動揺する。自分が選ばれた理由がわからず困惑する於一は、斉彬へ理由を聞きにいくことに。一方で失恋した尚五郎は、手の届かないところへ於一がいってしまうことを知り、失意のどん底にいた。
藩主の養女になれるという願ってもない好機を前に、煮え切らない於一に向かって、乳母の菊本は「女の道は一本道。引き返すは恥」と告げる。そして、身分の低い菊本は、自分が於一の教育をしてきたことが、やがて於一の人生の汚点になってしまうことを危惧し、自害することで於一の人生からその存在を消すのだった。
《第七回》父の涙
仕えた姫のために自身の命も差し出すその菊本の強い生き方を見た於一は斉彬の養女として生きていく決意をする。一方、斉彬も幕府での改革のため、於一を早く自分の元へ迎えようとしていた。そしてついに於一が今泉島津家を去る日がやってくる。父・忠剛は、寂しい思いを抑えて、斉彬の元へと向かう於一を送り出していった。
《第八回》お姫様教育
本家の養女となった於一は、立派な本家の姫となれるよう、奥女中たちから日々厳しい教育をされていた。その堅苦しい日々に息苦しさを感じる於一は、なかなかその環境に馴染めない。その上、何もできない自分が、分家の出だとして笑われているような気がして、辛い日々を送っていた。しかしそんな日々の中でも、於一は城に呼び寄せた、知り合いのお近から大久保正助が謹慎を解かれたことを聞き、喜ぶ。一方その頃、斉彬は於一の教育のため、近衛家にいる待女・幾島へ於一の元へ来てもらえるように頼んでいた。
《第九回》篤姫誕生
京から幾島がやってきたことで、日々の教育は厳しさを増していった。そんな中、於一は斉彬から新しい名前をもらう。広大院にあやかってつけられたその名前こそ、「篤子」ーー篤姫の誕生だった。篤姫の教育をする幾島だったが、到底出来がいいとはいえない篤姫を見て、どうして斉彬が篤姫を選んだのか、なぜこれほど熱心に教育をさせるのか理解ができずにいた。幾島からの疑問に、斉彬は将軍への輿入れという壮大な計画を打ち明ける。一方江戸では、将軍・徳川家慶が亡くなり、その子の家祥が後を継ぐことが決まっていた。
《第十回》御台所への決心
幾島とウマの合わない篤姫は、いつも幾島へ反発する。なかなか変わらない篤姫に困った幾島は、斉彬へ篤姫に対して将軍家輿入れの件を告げるように頼む。ある日、耐えかねた篤姫は城を脱出しようと試みるが、失敗。その後、斉彬は意を決して篤姫へ、篤姫を御台所としようとしていること、それをきっかけに幕政を立て直したいことを語る。斉彬の思いに心を動かされた篤姫は、その日から心を入れ替え、御台所となれるよう日々精進していく。
《第十一回》七夕の再会
将軍家に関する書物を全て集めさせるなど、日々余念なく励む篤姫。そんな中、斉彬の優しさにより、肝付尚五郎と七夕の日に再会することが叶う。大切な友人との再会に胸弾む篤姫は、尚五郎とかつてのように囲碁をし、今泉島津家のことや薩摩のことを頼むのだった。篤姫の変化を感じ、いよいよ本当に遠くに行ってしまうことを感じ、尚五郎は切なくなるのだった。
《第十二回》さらば桜島
まずは薩摩を離れ、京へ向かうことが決まった篤姫は、家中のものたちへ斉彬の娘としてお披露目される。そのお披露目の場こそ、実家の家族や尚五郎との最後の別れの場だった。久々の再会をとても楽しみにしていた篤姫だったが、実の両親・兄弟・友人でありながらかつてのように話すことのできない実情に次第に涙が溢れ出てしまった。あまりの落胆ぶりに見かねた幾島は、最後に今泉島津家の家族と対面する場を設け、篤姫は両親と兄弟と束の間の安らぎの時間を得る。そして旅立ちの日が来ると、篤姫は今泉島津家と桜島に別れを告げ、寂しさを胸に京へと向かう。その姿を見にきた尚五郎は、最後の別れに心を痛めながら、笑顔で篤姫を見送る。篤姫にとってこれが薩摩との終生の別れとなった。
《第十三回》江戸の母君
壮絶な船旅も耐え、やっとの思いで京へ辿り着いた篤姫一行。養子縁組予定の近衛邸に入り、和やかな日々を過ごす。このまま江戸へ移り、篤姫を御台所とするつもりだった幾島だが、近衛邸の待女から、将軍家への輿入れは未確定なのだという衝撃の事実を伝えられる。一方篤姫は、江戸にいる養母（斉彬の正妻）から気遣いを受け、喜んでいた。江戸の母との会うことを楽しみに江戸へ向かった篤姫だったが、実際に会ってみると冷たく扱われ、動揺する。その上、御三卿出身の母から、島津家の分家の出のものが御台所など誰にも認められないだろうと突き放されてしまうのだった。

《第十四回》父の願い
江戸の母・英姫から、御台所にはなれないと言われた篤姫は、動揺の日々を送っていた。一橋派の大名の中にも島津家の分家の出である篤姫の輿入れに反対する声は多く、困難を極めていた。ちょうどその頃、江戸城では家祥が家定と名前を変え、将軍の座につくことで新しい時代が始まっていた。ペリーの再来航など落ち着かない日々が続く中、薩摩では篤姫の実父・忠剛が亡くなる。篤姫には伝えないでほしいと願う忠剛だったが、篤姫の前では嘘がつけず、斉彬は忠剛の死を伝えてしまうのだった。

《第十五回》姫、出陣
自分も江戸での斉彬への奉公を願っていた尚五郎だったが、実際に選ばれたのは西郷であり、尚五郎は落ち込む。一方、西郷は篤姫の輿入れ道具を選定する役目を任され、江戸の薩摩藩邸で篤姫との久々の再会を果たしていた。薩摩藩邸で暮らす斉彬の実子と親しく暮らす篤姫だったが、ある日嫡男の虎寿丸が亡くなってしまう。さらに斉彬も倒れ、その容体は一向に回復しない。あまりの不幸の連続に、藩内ではお由羅の呪詛ではないかという噂が立っていた。篤姫は真偽を確かめるため、前藩主とその側室・お由羅の元へ向かう。

## 登場人物

### 主人公とその一族

#### 主人公
天璋院（てんしょういん）
（於一敬子→篤姫→天璋院）
演：宮﨑あおい（幼少：永井穂花 少女：岩本千波）
島津氏の分家・今和泉家に生まれ、於一（おかつ）と命名される。囲碁や史書を詠むことを好み、男子の通う塾に男装して潜り込んだり、下級藩士と身分の差を越えて交流するなど型破りな行動を繰り返す。その行動力が藩主・島津斉彬の目に留まり、島津宗家の養女として鶴丸城に迎えられる。その際に斉彬に篤姫の名を与えられ、斉彬からは篤子（あつこ）と呼ばれるようになる。老女・幾島に宗家の姫としての立ち居振舞いを教育され、斉彬から一橋慶喜を将軍継嗣にすべく密命を受けて将軍・家定の御台所として大奥に入る。
しかし、南紀派が多数を占める大奥での慶喜擁立工作は難航し、また篤姫自身、慶喜よりも対抗馬の慶福（家茂）に好印象を持ったことから苦悩することになる。一度は幾島の懇願に折れて慶喜を推薦するものの、最終的には「嫁いだからには自分は徳川将軍家の人間である」として家定の意向に従うことを決意する。
家定の死後は落飾して天璋院と号する。亡き夫の遺言に従って若き将軍・家茂を後見して徳川家を護ってゆこうとするが、大奥の政治介入を嫌う大老・井伊直弼と対立する。しかし、井伊の信念の強さと決断力は高く評価していた。
和宮が家茂の御台所として大奥に入ると、京出身の女官達と大奥女中たちの対立に巻き込まれるが、柔軟な姿勢を貫きつつ大御台所として両者の関係調整に腐心し、すれ違いながらも和宮との仲は少しずつ雪解けしていく事になる。また生家の薩摩藩が武力を以って幕府に改革を迫ると、その繋がりを疑われ苦悩する。長州征伐に赴いた家茂の無事をひたすら祈っていたが、その甲斐もなく家茂は死去。
家茂の死後、その後を継いだ慶喜が朝廷に大政奉還を断行すると大いに困惑するが、勝麟太郎に戦を避けるために帯刀や坂本龍馬が奔走していた事を知ると、大奥と徳川家は自分が守る事を表明し、静寛院宮や本寿院の支持を得て大奥を纏めた。薩長との戦に敗れ退却してきた慶喜に、個人的な感情を抑えて家族として慶喜を救う事を約束する。江戸総攻撃の直前、勝に養父斉彬の書状を持たせて西郷の心を動かし、遂に江戸城無血開城へと導いた。そして江戸城の明け渡しを前に混乱する奥女中たちには、全員の行く先は自らが責任を持つと宣言した。
大奥を出てからは一橋邸をはじめ東京の各地を転々とする。薩摩の人々との再会とその死別を経験しながら、徳川家を継いだ徳川家達の教育に尽くした。家達の妻となった近衛家出身の泰子の懐妊を肌着を縫って見守りつつ、東京・千駄ヶ谷の徳川邸で静かに亡くなった。

#### 今和泉島津家
島津忠剛（しまづ ただたけ）
演：長塚京三
篤姫の父。今和泉家の当主。今和泉領主。通称は安芸（あき）。重税に苦しむ領民を気遣い、調所の進める藩政改革との板挟みになる。その為、お由羅騒動の際には斉彬の家督相続を支持した。斉彬の藩政改革にも協力し、今和泉領内への砲台建築を指揮する。お幸との仲睦まじさに、篤姫は理想の夫婦像をみていた。子供たちにも愛情を注いでおり、特に於一（篤姫）には、そのお転婆ぶりに困惑しながらも期待し、かわいがっていたが、面と向かっては厳しく接しようとして不器用な愛情表現を見せる。一時は於一を娶りたいという肝付尚五郎の意思に心を動かされるが、於一を斉彬の養女に望まれると、涙を堪えて笑顔で娘を送り出した。篤姫が江戸に旅立つ際は重病の身をおして見送りに出た。続いて江戸に発つ斉彬に「娘に余計な心配をさせぬため、自分の死は伏せて欲しい」と遺言し、間もなく亡くなった。
お幸（おゆき）
演：樋口可南子
篤姫の母。篤姫懐妊中に夢で見知らぬ老人に「その娘を江戸に連れて参る」と言われたことから、生まれてくるのが娘であり、その娘が大きな運命を背負っていることを直感する。その言動で於一に“武家の女としての心構え”“人の上に立つ者のあり方”を示し、彼女の人格形成に大きな影響を与えた。篤姫が江戸に行き、大奥に上がってからもしきりに心配をしている。薩摩藩と幕府の間の戦が濃厚となると、帯刀に天璋院に薩摩へ帰るように文を書くように請われる。一旦は固辞したが、島津久光の許しを得て、決して娘が帰らない事を承知の上で文を書いた。維新後、上京して天璋院と再会を果たし、その後、今和泉家で亡くなった。
島津忠敬（しまづ ただゆき）
演：岡田義徳（少年時代：坂井和久）
篤姫の兄。今和泉家の三男。共に小松清猷の塾に通っていた肝付尚五郎（小松帯刀）とは友人。軽薄なところがあり、秘密を抱えきれず、尚五郎に告白しては困惑させている。年の近い妹・於一とは、喧嘩するほど仲がよい。西郷吉之助が今和泉家を取り潰し寸前に追い込む原因を作ったこともあり、下級藩士たちには悪印象を抱いている。また妹や尚五郎が身分の壁を越えて西郷らと付き合っていることも快く思っていない。
兄・忠冬の死後、今和泉家の家督を相続。しかし間もなく島津久光の命で久光の五男・英之進を養嗣子にする事となる。薩英戦争では家臣らを率いて出陣した。幕府との緊張が高まると、妹のいる幕府との戦になる事を憂う。維新後は母とともに東京の天璋院の元を訪ねた。
菊本（きくもと）
演：佐々木すみ江
今和泉家の奥女中、於一（篤姫）の乳母。於一の島津宗家への養女縁組が決まると、その将来に障りがないようにと自害した。菊本の言い残した「女の道は一本道。さだめに背き、引き返すは恥」という言葉は篤姫の支えになった。
栗川孫六（くりかわ まごろく）
演：梅野泰靖
今和泉家の家老。今和泉家の政務や外交などに携わっている。次々代の忠敬の代まで仕え、薩英戦争にも出陣した。
詫摩治通（たくま はるみち）
演：少路勇介
今和泉家の家臣。忠剛の側用人として側近に仕えている。忠敬の代にも上級家臣として薩英戦争の戦列にも連なった。
しの
演：小林麻子
今和泉家の女中。後に唯一人於一に従って鶴丸城へ上がる。篤姫が江戸へ向かうと同時に暇を出され、再び今和泉家に引き取られた。以後はお幸の側近くに仕えている。明治維新後も引き続き近侍し、お幸たちの上京にも従った。
みね
演：棚橋幸代
今和泉家の女中。
島津忠冬（しまづ ただふゆ）
演：河野安郎（少年時代：藤崎剛）
忠剛の長男、篤姫や忠敬の兄。父の没後は今和泉家の家督相続を許されたが数年後に亡くなり、家督は弟の忠敬が継いだ。
島津久敬（しまづ ひさたか）
演：松尾勝久（少年時代：田中碧海）
忠剛の次男、篤姫や忠敬の兄。調所広郷らによって今和泉家の財政が緊迫する中、他家へ養子に出された。
きく/ みつ
今和泉家の女中。

### 薩摩藩

#### 島津家
島津斉彬（しまづ なりあきら）
演：高橋英樹
薩摩藩主。官位は薩摩守（さつまのかみ）。その蘭癖（西洋かぶれ）を父・斉興に疎まれ、なかなか家督を継げずにいたが、お由羅騒動の混乱を経て藩主に就任。開明思想に基づいた藩政改革を行い、西郷ら有為の人材を登用する。西洋列強の脅威から日本を守るために幕政改革を志向し、幕府に発言力を高めるために養女とした篤姫に一橋慶喜を将軍継嗣として推挙するように命じ、将軍御台所として大奥に送り込んだ。
しかし、大奥の水戸嫌いは予想を上回るほどに根深く、工作は思うように進まなかった。外様の大藩・薩摩藩主という立場から表立った行動を控えてきた斉彬は、遂に「慶喜を将軍継嗣とすべし」という旨の建白書を幕府に提出する。南紀派の井伊直弼が大老に推されると、対抗して越前藩主・松平慶永を推挙した。一橋派の敗北が決定的になると、洋式装備を有する軍を率いて幕政改革を促すための上洛を計画するが、演習の検分中に病に倒れ、弟・忠教や小松帯刀らに後を託して亡くなった。
死の直前に篤姫に送った手紙には、彼女に過酷な運命を強いた詫びの言葉と共に「将来、薩摩と幕府が敵対するような事態になっても、自分の信じる道を行くように」と記されていた。その手紙は江戸城総攻撃に息巻く西郷の心を動かし、江戸城無血開城の決め手となった。
英姫（ひさひめ）
演：余貴美子
斉彬の正室。一橋家出身の誇り高い女性。幼い頃に患った疱瘡のせいで顔に痘痕が残ったことから常に頭巾を着用し、人と会うときも御簾越しでしか対面しない。篤姫に細やかな心遣いを窺わせる贈り物をしながら、初対面で出自や将軍家輿入れに否定的な発言をして困惑させる。斉彬にも捻くれた発言をする等、周囲の人間にも心を閉ざしていた。しかし斉彬が病に倒れた際は不眠不休で病の平癒を祈ったり、水戸老公・斉昭との対面を控えた篤姫に最新版の『大日本史』を届けるなど、本来は心の優しい女性。篤姫との触れあいの中で本来の優しさを取り戻し、夫とも本音を言い合えるようになる。篤姫輿入れの前夜、彼女の前で素顔をさらし初めて母親として言葉をかけた。斉彬の後の追うように死去。
島津久光（しまづ ひさみつ）
（島津忠教→島津久光）
演：山口祐一郎
斉彬の異母弟。通称は周防（すおう）。島津氏の分家の一つ重富家の当主で、当初の名は忠教（ただゆき）。自ら「人を信じられない男」とうそぶくほど冷静沈着な性格だが、たまに癇癪を起こす激情の持ち主。
お由羅騒動では反斉彬派の旗頭に担がれたが、初対面時にはお互いに好印象を抱くなど、兄との仲は悪くはなく、藩主に就任した斉彬からも御一門四家の筆頭として頼りにされていた。しかし、自身の海防策が不採用になったこと、お家騒動の融和のためにと進めた息子・右近と今和泉家の於一との縁談が於一の宗家養女入りで潰れたことから兄と距離を感じ、自領の統治に専念したいとの理由で斉彬の許を去った。
斉彬の遺言により息子・忠義が藩主となり、その後見として薩摩藩を託された。斉彬の遺志を継ごうと努めるが、当初は父・斉興が再び実権を握ったため、斉興の死後に漸く実権を握る。しかし、お由羅の子であるということと慎重な性格から血気盛んな若手の藩士たちには疑問を持たれていた。大久保ら下級藩士が脱藩突出を企てた時は、帯刀の進言を容れて諭書を出し、改めて所信を述べることで彼らの行動を鎮め、大久保を登用して若手藩士のまとめ役に抜擢した。
和宮が降嫁し公武合体がなると、帯刀や大久保の進言を容れて亡き斉彬の念願であった率兵上洛を決断するが、帯刀らの提案を受けて奄美より呼び戻した西郷に上洛は無謀といわれ、田舎者呼ばわりされたことから、その才は認めつつも激しい感情を露にする。上洛に先立って久光と改名。上洛後は公卿たちと会見して京都警護を任せられ、寺田屋での急進派藩士の粛清を経て信頼を得る事に成功し、勅使を奉じて江戸へ向かう。強引な手法で幕府に改革を断行させ、天璋院の反感を買った。その後、京都へ戻るが、既に朝廷では長州藩の勢力が台頭して薩摩藩の影響力が低下しており、やむを得ず薩摩へと帰国した。薩英戦争では徹底抗戦を唱え、総指揮を執った。徳川慶喜主催の列侯会議に列席するが、慶喜の態度に激昂して退席する。
維新後は小松の版籍奉還の提案を受け入れる一方で、軽輩出身の西郷らの政界進出には不満を持っていた。
島津斉興（しまづ なりおき）
演：長門裕之
斉彬の父。官位は大隅守（おおすみのかみ）。家老・調所広郷と共に財政改革を行い、藩財政を立て直した経験から嫡子・斉彬の蘭癖を浪費の元と見做し家督相続を渋り、庶子・忠教（久光）を跡目に据えんと画策する（ただし、すぐには忠教に家督を継がす意思がないような発言もしていた）が、お由羅騒動の責任を取らされる形での隠居を余儀なくされる。隠居後は側室・お由羅と共に江戸・高輪の藩邸に住む。斉彬の死後、再び藩の実権を握ると幕府との無用の衝突を避けるため斉彬の改革に対する反動政策を取るが、程なくして亡くなった。
由羅（ゆら）
演：涼風真世
斉興の側室。江戸の町家の出で、元は島津家の侍女。我が子・忠教を家督にと願い、薩摩藩にお家騒動を引き起こす。斉興隠居後は共に高輪藩邸に住む。斉彬襲封後も望みは捨てておらず、斉彬の子供が次々と夭折するのは彼女の呪詛によるものであると国許・江戸邸で噂されている。斉彬の死後、斉興とともに薩摩に移り、久光にも久しぶりに会った。しかし、程なくして斉興は亡くなり、その死を看取った。
島津忠義（しまづ ただよし）
演：中川真吾
久光の嫡男。幼名は又次郎。斉彬の臨終の際に斉彬の子である哲丸を准養子とする事を条件に継嗣となった。家督継承後は茂久と改名。やや血気に勝る性格で、父に諌められる事もしばしばある。藩主としては薩英戦争に参戦。また王政復古の大号令の際には朝廷に参朝した。
於哲（おてつ）
演：吉高由里子
島津忠教の娘。御一門家の娘の中でも器量良しの姫であった。
島津右近（しまづ うこん）
演：加治将樹
島津忠教の子。斉彬の藩主襲封の際に於一を見て一目惚れし、父の後押しもあって縁談にまで進むが、於一が斉彬の養女となったために断念する事となった。
島津寛之助（しまづ ひろのすけ）
演：近藤隆正
斉彬の子。斉彬が世子の折に幼くして病没する。その病室の床下から、お由羅による呪詛人形が発見されたとの噂が広まり、後の騒動の遠因となった。
島津篤之助（しまづ とくのすけ）
演：本川嵐翔
斉彬の子。寛之助に続いて夭折し、斉彬を大いに悲しませた。
虎寿丸（とらじゅまる）
演：渡邉奏人
斉彬の子。篤姫が江戸に上った際に藩邸で世子として育てられていた。篤姫に懐いていたが、間もなく早世した。
暐姫（てるひめ）
演：飯田汐音
斉彬の娘。江戸の藩邸で暮らしており篤姫に懐いていた。
典姫（のりひめ）
斉彬の娘。姉妹らと江戸の藩邸で暮らしている。
寧姫（やすひめ）
斉彬の娘。姉妹らと江戸の藩邸で暮らしている。一番下の娘であり、篤姫にも懐いていた。
於定（おさだ）/ 於寛（おひろ）
演：阿嘉真理乃（於定）/ 戎怜菜（於寛）
島津忠教の娘たち。宗家の姫となった篤姫に謁見した。

#### 奥女中たち
小の島（おのしま）
演：佐藤藍子
江戸藩邸の奥向きを取り仕切る老女。篤姫の突飛な行動に振り回される。
篤姫の将軍家輿入れ後は斉彬の命を受けて幾島・西郷と共に慶喜将軍継嗣の政治工作に関ることになる。しかし、工作は失敗。島津斉彬の死後、藩の実権が斉興に移ると共に役目を解かれた。
後に小松帯刀の周旋によって天璋院に薩摩へ帰るよう説得する為に大奥に現れる。不退転の覚悟を示していたが、天璋院の意志は固く、使命を果たすことはならなかった。
広川（ひろかわ）
演：板谷由夏
篤姫付きの老女。鶴丸城の大奥を統括している。分家から養女に入った篤姫に厳しく接するが、篤姫の心機一転後は感服して従うようになる。
高山（たかやま）
演：左時枝
鶴丸城の奥女中で、篤姫付きの侍女。鶴丸城入城直後の不安定な篤姫の心を開こうと腐心する。
藤野（ふじの）
演：北原佐和子
江戸藩邸の英姫付き老女。小の島とともに奥を取り仕切る。篤姫にはあまり好印象を抱いていなかった。
喜尾（たきお）
江戸藩邸の女中。
ゆき / ひさ
演：松田美保（ゆき）/ 太石好美（ひさ）
鶴丸城の奥女中。鶴丸城に入った篤姫付きとなる。

#### 小松家・肝付家
小松帯刀（こまつ たてわき）
（肝付尚五郎→小松尚五郎→小松帯刀）
演：瑛太
肝付家の三男。当初の名は肝付尚五郎（きもつき なおごろう）。趣味は薩摩琵琶。
篤姫の兄・島津忠敬と共に小松清猷の塾に通っており、そこで於一と出会う。天真爛漫な於一に振り回される内に彼女に想いを寄せるようになるが、於一が島津宗家の養女となったことで叶わぬ恋に終る。身分の差を越えて下級藩士の西郷吉之助・大久保正助らとも対等の友人として付き合う。清猷の急死後、島津斉彬の命で清猷の妹・お近と結婚して小松家の婿養子となる。
小松家を継いでからは領地・吉利の統治に専念し、成果を上げる。それが藩主・斉彬に認められ、帯刀の通称と清廉の諱を与えられ、家中の若侍の頭として装備の洋式化を始めとする薩摩藩の軍制改革を任された。
斉彬の死後、その忠勤を藩の実権を握った忠教（久光）に認められ、引き続き御側用人として仕える。久光の上洛の際は、西郷の赦免や急進派藩士の慰留に奔走した。共に江戸に赴き、幕政改革の建白に尽力するが、久光や大久保の強引な手法には疑問を抱く。後に勝麟太郎に「人を動かすには、力ではなく心」と諭され、大いに共感を覚える。また天璋院と再会し、薩摩は自分が守ると改めて約束を交わした。薩摩に帰郷後は若年ながら家老職に就任する。間もなく起こった薩英戦争では久光に指導を命じられるが、開戦の結果鹿児島の町を焦土としてしまい、後悔の念に襲われる。
寄る辺を無くした海軍操練所の塾生を助けた事から坂本龍馬と親密になり、西郷や大久保と協力して薩長同盟を締結する事に成功する。髪形を総髪に改めるなど龍馬の自由な生き方に憧れる一方で、京都の屋敷に転がり込んできた芸妓・お琴の扱いと、彼女の存在を知ってしまったお近の機嫌をとり直すことに難儀する。孝明天皇の崩御後は将軍・徳川慶喜に提言して列侯会議の開催に尽力した。
西郷や大久保が武力倒幕へと傾く中、龍馬の大政奉還策に共感を示し、慶喜にその急務を説き大政奉還を実現させた。しかし一方で西郷と大久保との進路に隔たりを感じ始める。
その後、病のせいで足が不自由になる。藩が幕府との開戦に傾くと、江戸城の天璋院を救うために奔走する。しかし徳川家との戦を止める事は叶わず、開戦を悟ると病をおして上京する。新政府では総裁局顧問に任じられ、外国事務局委任の内定を受ける。京で再会した幾島に最後の望みを託し、江戸無血開城が実現された事に安堵した。その後は幕府の面目を保つためにも版籍奉還を主張する。また自らの余命を悟り東下し、一橋邸で天璋院と再会を果たす。碁盤を挟んで自らの想いを告白し、自らと天璋院のこれまでの人生が幸せだったことを実感する。その後、体調を崩して大阪で闘病生活を送るが回復の兆しは見えず、お近が見守る中で死去し、息子・安千代をお近に託した。
小松清猷（こまつ きよみち）
演：沢村一樹
吉利領主。島津斉彬が藩主世嗣の頃から側近として仕えている。容姿端麗にして頭脳明晰な人物。薩摩藩の名門の出身ではあるが、異例とも言える昇進で斉彬の右腕となった。
後輩達の育成を考え、自宅で塾を開いており、篤姫や肝付尚五郎らから「先生」と呼ばれて慕われていた。家柄や常識にとらわれず周囲の意見を聞き、人望もある。斉彬の海防政策の一環で琉球に派遣されることになり、尚五郎に後事を託して旅立つが、同地で病に罹り急死する。
お近（おちか）
演：ともさかりえ
小松清猷の妹で小松帯刀の妻。体が弱く、あまり表に出ずに自宅で香道を教えている。
尚五郎（帯刀）に想いを寄せ、江戸詰になれずに国許で腐る彼を叱咤激励していた。兄が急死したため、尚五郎を婿養子に迎えて小松家を継がせた。控えめな性格ではあるが、時に愚痴をこぼしたりする夫を叱咤激励する事もある。
お琴の存在を知った時には憤りを顕にしたが、お龍に夫が生きている事が幸せだと諭されて認めるようになった。しかし帯刀とお琴の間に子が産まれたと知ると複雑な心境に陥る。
脚の病で不自由になった帯刀を支え、薩摩での活動を助ける。 維新後、帯刀が病に倒れると琴の知らせを受けて大阪に上り、帯刀の最期を看取った。
於一とも香道を通じて親交を持ち、大久保利通が凶刃に倒れた後、東京の天璋院に香木を贈った。
お琴（おこと）
演：原田夏希
小松帯刀の側女。元は祇園で一・二の人気を誇る芸妓で琴花と称していた。
西郷吉之助（隆盛）が藩に復帰した際の宴席で帯刀と出会う。帯刀に興味を持ち、小松邸に許しも無く上がりこんでくる。後に芸妓を辞めて正式に帯刀の元に置かれる事になる。帯刀が一時薩摩へ帰っている間に安千代を産み、帯刀を驚かせた。
維新後、帯刀が倒れて大阪で入院するとその看病に徹し、また薩摩のお近に近況を報告した。
肝付兼善（きもつき かねよし）
演：榎木孝明
喜入領主。小松帯刀の実父。篤姫の父・島津忠剛とは友人で共に藩主・島津斉彬を支持していた。
尚五郎が下級藩士たちと親しく付き合っていることが家の障りにならないかと心配し、苦言を呈していた。しかし西郷吉之助が江戸に旅立つ際には尚五郎を介して餞別を渡した。
尚五郎が小松家を継いだ後も交流は途絶えず、家老に昇進した息子の栄達を誇りに思っている。
小松清直（こまつ きよなお）
演：高橋平（幼少時代：中村柊芽）
小松帯刀とお琴の子。幼名は安千代。
帯刀が薩摩で国事に奔走している間に京都の屋敷で生まれた。お近との間に子が無かった帯刀は、安千代を長男として遇している。 帯刀が死期を悟った際にお近に託され、その後は薩摩で成長する。
小松清穆（こまつ きよあつ）
演：伊藤鉱
小松清猷の父。清猷が急死した後、斉彬の薫陶を受けていた尚五郎を喜んで嗣子に迎えた。
マサ
演：南一恵
小松清穆の妻。清猷とお近の母。
きぬ
演：三沢明美
肝付兼善の妻。尚五郎（小松帯刀）の生母。

#### 上級藩士
調所広郷（ずしょ ひろさと）
演：平幹二朗
薩摩藩家老。通称は笑左衛門（しょうざえもん）。島津斉興の腹心として、重税・密貿易・贋金造りと手段を選ばず辣腕を振るって薩摩藩の財政再建に尽力した。しかし密貿易に幕府の詮議の目が向けられると、藩主・斉興に累が及ばぬよう罪を一身に負って服毒自殺を遂げた。
今和泉家への抑圧に対して抗議してきた於一を気に入り、密貿易品のナツメでもてなし「これで同じ穴の狢（むじな）」と念を押すなど、茶目っ気を見せる場面もあった。また様々な不法行為に手を染めたことについては、於一に「（薩摩のために）己の職責を果たしたまで」と語っており、己の立場に応じた責務を全うするため全身全霊を捧げることを身を以て範を示し、後の篤姫に多大な影響を与えた。
島津豊後（しまづ ぶんご）
演：中山克己（第4回：浅沼晋平）
薩摩藩家老。斉彬の世子時代はお由羅派と見なされており、斉彬襲封後は即罷免されると思われていたが、斉彬は罰する事はなかった。斉彬没後、島津斉興が復権すると、再び重用される。
島津将曹（しまづ しょうそう）
演：天現寺竜
薩摩藩家老。お由羅派として斉彬の藩主襲封後は政治生命を絶たれると噂されたが、豊後同様、続投する事となった。
島津伯耆（しまづ ほうき）
演：長沢大
薩摩藩家老。京都の藩邸に詰めており、初めて入京した篤姫を迎えた。また近衛家との折衝にあたり、篤姫が近衛忠煕の養女になる際には使者となった。
当初の役名は家老・橋口だった。
川上筑後（かわかみ ちくご）
演：岡本光太郎
薩摩藩家老。江戸の藩邸では斉彬の側近を勤める。斉彬が病に倒れた時も側に従っていた。
竪山武兵衛（たてやま ぶへえ）
演：山本竜二
斉彬の側近。篤姫が斉彬の養女となる際に今和泉家との交渉役となった。
島津久風（しまづ ひさかぜ）
演：坂部文昭
薩摩藩家老。モリソン号が山川港に来航した際に交渉役を務めた。交渉の決裂後はモリソン号への砲撃を指示した。
新納久仰（にいろ ひさのり）
演：本田清澄
薩摩藩家老。保守派であり、島津斉興が藩政に復帰すると島津豊後とともに重用される事になる。
谷村昌武（たにむら まさたけ）
演：植原健介
島津忠義の側近。

#### 西郷家
西郷吉之助（さいごう きちのすけ）
（西郷吉之助→西郷隆盛）
演：小澤征悦
御小姓与と呼ばれる下級藩士のひとり。尚五郎とは身分を越えた友人。
郡方書役助（こおりかたかきやくたすけ）を務めていた際、農民の窮状を見かねて今和泉領主・島津忠剛に直訴を行い、それが元で今和泉家は取り潰し寸前に追い込まれた。島津斉彬の藩主相続を支持し、後に建白書が認められて江戸詰の一員に加えられ、庭方役と呼ばれる斉彬の側近に取り立てられる。篤姫の将軍家輿入れの際は、その嫁入り道具の調達一切を取り仕切った。
篤姫輿入れ後は、幾島・小の島と共に一橋慶喜将軍継嗣の政治工作に関ることになる。しかし、慶喜将軍継嗣の工作は失敗。斉彬の死後は幕府に追われる身となり、藩上層部からも見捨てられる形となった西郷は同志の僧・月照と錦江湾に身を投げるがひとり生き残り、表向きは死んだことにされて奄美大島へ流された。
島津久光が上洛を決断すると、京の情勢に詳しい者として帯刀に推薦されて帰郷を果たした。その後、久光と謁見するが、その率兵上洛を否定した挙句、無位無官の久光を「地ごろ」（田舎者）と表現したために久光の怒りを買った。その後、大久保から久光が斉彬の遺志を継ごうとしている事を聞いて上洛する事を決断。本隊に先行して下関へ発ったが、命に背いて大坂へ赴いたために久光の怒りを買って再び遠島となった。しかし京都で勢力を挽回しようとする久光の思惑によって再復帰し、軍賦役として長州藩との戦いに活躍する。そして帯刀や坂本龍馬らと協力して薩長同盟を締結した。
慶喜が将軍に就任すると、亡き斉彬の遺志が実現したと喜び、列侯会議に期待を寄せていたが、会議が頓挫したことで慶喜や将軍家自体に失望し、武力倒幕論に傾き大久保や岩倉具視と策を練り、幕府を挑発するために江戸城に火を放たせた。そして鳥羽・伏見の戦いで薩摩軍を指揮して勝利。
江戸攻めでは官軍の総参謀に任命される。徳川家を倒してこそ新しい時代が開けると信じ、幾島から天璋院からの手紙を受け取って感涙しながらもその嘆願を固辞した。江戸に入ると勝麟太郎と交渉し、一度は決裂しかかるが、天璋院の斉彬からの手紙を見せられてかつての自分を思い出し、江戸城無血開城を承諾した。
維新後は隆盛と名乗る。新政府設立後間もなく薩摩に下野するが、死の間際の帯刀からの手紙を受けて復帰し、廃藩置県などの改革を断行。大久保らが外遊中の留守政府を預かるが、間もなく大久保らを憚って再度下野、天璋院に暇乞いをして鹿児島に帰国、西南戦争で自刃した。
西郷信吾（さいごう しんご）
（西郷信吾→西郷従道）
演：水谷百輔
西郷の弟。名は従道。兄とは違って血気盛んな性格。有馬新七に同調して、同志たちとともに京都寺田屋で京都所司代暗殺を謀った。その後の旧幕府軍と戦闘では、兄とともに薩摩軍幹部として列席する。
西郷吉次郎（さいごう きちじろう）
演：真島公平（第6回：鈴木兵太郎）
西郷の弟。弟の信吾と郷中仲間に顔を出している。
西郷吉兵衛（さいごう きちべえ）
演：五王四郎
西郷の父。西郷とスガの宴席に出席している。
スガ
演：森脇由紀
西郷の妻。尚五郎や大久保らに祝福されながら結婚した。
政子（まさこ）
演：高岡雅子
西郷の母。西郷とスガの宴席に出席している。
西郷龍右衛門（さいごう りゅうえもん）
演：小泉龍彦
西郷の祖父。西郷とスガの宴席に出席している。
コト / タカ
演：室伏由紀江（コト）/ 青木琴子（タカ）
西郷の妹。西郷とスガの宴席では来客への給仕を担当していた。

#### 大久保家
大久保正助（おおくぼ しょうすけ）
（大久保正助→大久保一蔵→大久保利通）
演：原田泰造
西郷の幼馴染。剣術勝負を挑んだ尚五郎に西郷に代って相手をした。物事を冷静かつ多面的に捉えることのできる頭脳明晰な人物で調所の財政改革を批判する仲間たちの前でその良い面を挙げたり、斉彬への忠誠心から過激な行動に走ろうとする仲間を窘めたりしている。
お由羅騒動に巻き込まれ御役御免となり、謹慎処分を受ける。斉彬の藩主就任後は許されて役目に復帰した。しかし父・利世がなかなか赦免されないことに苛立ち、斉彬に対する不信感を口にしたこともある。西郷が江戸詰になってからは、その手紙を通じて尚五郎らに最新の情報を伝えることになる。
藩主の側近として最前線で活躍する西郷、領地の経営に打ち込む尚五郎を見て、己の生きる道が定まらないことに苦悩するが、西郷と自分にある差に奮起し、以後は冷静な観点で若手藩士たちをまとめて精忠組を結成する。過激な行動に走りがちな精忠組の統制に力を発揮し、帯刀の推薦もあって御小納戸役に出世し忠教（久光）の側近に取り立てられるが、それが逆に有馬新七ら精忠組過激派の不信を買うことになる。
帯刀と共に西郷の赦免に奔走し、西郷の復帰後はその慰留を努めた。久光の率兵上洛を前に一蔵と改名し、上洛が成ると勅命を回避しようとする幕府に対し強硬な手段を断行する。後の薩長同盟にも西郷や帯刀とともに立ち会う。薩摩藩を代表して、長州征伐には朝廷の警護を口実に不参加を慶喜に表明した。
慶喜が将軍に就任した頃には、帯刀とは対照的に早くから武力討幕を論じるようになる。西郷とともに岩倉具視に接近して策を練り、錦の御旗を戦で掲げることによって慶喜を朝敵として戦を勝利に導いた。徳川家を警戒し、江戸進軍を推進するほか領地大幅削減などの厳しい処分で臨む。
維新後は利通と名乗り、東京に居住。西郷の新政府参加前に旧知の天璋院を訪れ、天璋院に帯刀の逝去を伝えた。新政府には太政官筆頭格として政務を預かるが、西郷の戦死後間もなく自らも志半ばで凶刃に倒れた。
大久保利世（おおくぼ としよ）
演：大和田伸也
大久保の父。お由羅騒動に連座して遠島処分となる。斉彬襲封後5年たってようやく許され、薩摩に帰還した。
フク
演：真野響子
大久保の母。お由羅騒動に連座して夫・利世が遠島、息子・正助が謹慎となり収入の道を断たれて困窮する大久保家を支えた。見かねた篤姫が施しをしようとすると、篤姫の好意には謝しつつも「貧しい暮しをしている者にも誇りがある」と説き、その申し出を辞した。
斉彬が藩主となり、夫と息子の罪が許されると、西郷に差をつけられたことに焦り悩む正助を支える。
スマ
演：栗原瞳
大久保の妹。父が遠島となり家計が貧窮した際には扇を作るなどの内職をして家計を助けた。
ミネ
演：高松いく
大久保の妹。スマとともに内職に励む。たまに遊びに来る於一とも仲がよい。

#### 下級藩士
有馬新七（ありま しんしち）
演：的場浩司
西郷たちの郷中（ごじゅう）仲間。尚五郎にお由羅の呪詛の噂を教えた。
攘夷思想の持ち主で、剣術の稽古でペリーの似顔絵を少年たちに叩かせたり、斉彬が病に倒れた際には「江戸に行ってお由羅を斬る！」と息巻いて大久保に窘められる等、過激な行動に走りがち。藩の実権を握った久光を「斉興様とお由羅の子」と過小評価し、不信を持っていた。
久光が大久保のみを登用し、政策をはっきりさせない事に腹を立て精忠組を離れた。久光が上洛するに当たって、同志たちとともに京都寺田屋で京都所司代の暗殺を謀るが、久光の命で突出中止を迫られる。しかしこれを拒絶したために精忠組の同志たちによる上意討ちに遭い応戦。最期は道島五郎兵衛を押さえつけて、橋口吉之丞に自分ごと刺殺させた。この事件によって久光は朝廷の信任を得る事に成功する。だが、その真意は突出が成功しても失敗しても、薩摩ひいては日本のためとなる事を見越しての事であった。
伊地知正治（いじち まさはる）
演：三宅弘城
西郷たちの郷中仲間。片目が不自由でいつも眼帯をしている。仲間内では過激な意見を出す事もある。のち仲間たちとともに島津久光の率兵上洛に同道する。帰国後のイギリス艦隊来襲では代理公使ニールとの交渉を担当するが決裂。交戦に当たっては最前線で砲撃を指揮した。旧幕府軍との戦闘が始まると、薩摩軍の幹部として活躍する。江戸攻めでは別働隊を率いて進軍する。
海江田信義（かいえだ のぶよし）
（有村俊斎→海江田信義）
演：平山広行
西郷たちの郷中仲間。有村雄助、次左衛門の兄で、当初の名は有村俊斎（ありむら しゅんさい）。
西郷たちのグループでは早いうちに斉彬の側近として江戸へ出府した。桜田門外の変で弟たちが当事者になると、それを庇おうとする仲間たちとは意見を異にし、雄助を切腹させる事で藩意と雄助の士道を全うさせた。後に海江田信義と改名し、島津久光の率兵上洛にも同道する。帰国後も薩英戦争に従軍する。旧幕府軍との戦闘でも薩摩軍の重鎮として参戦し、江戸進軍では西郷の側で働く。
江戸城接収では薩摩軍を率いて江戸城に入り、天璋院の部屋を見てその美しさに息を呑む。
大山綱良（おおやま つなよし）
演：俊藤光利
西郷たちの郷中仲間。尚五郎が江戸に旅立つ際、「無事の帰還を祈って」と“なた豆”を餞別に渡すが、尚五郎が僅か3ヶ月で薩摩に戻ってきたため俊斎に「なた豆など渡すからだ」と責められた。後に島津久光の率兵上洛に同道する。有馬新七ら急進派の説得を命ぜられるも失敗し、上意討ちによって同志たちを斬り捨てる事となった。帰国後の薩英戦争では仲間たちとともに砲撃を指揮した。鳥羽・伏見の戦いでは意気盛んに薩摩軍を指揮、西郷の江戸進軍にも従軍する。海江田信義とともに江戸城に入り、大奥に活けられた生け花を見て絶句する。
有村雄助（ありむら ゆうすけ）
演：田上晃吉
西郷たちの郷中仲間。俊斎の弟。弟の次左衛門とともにグループによく顔を出している。安政の大獄に反発し、次左衛門らとともに江戸で井伊大老襲撃を企てる（桜田門外の変）。変後は薩摩に帰郷して仲間たちに歓待されるも、藩に背いた罪によって切腹となった。
有村次左衛門（ありむら じざえもん）
演：遠藤雄弥
西郷たちの郷中仲間。俊斎や雄助の弟。血気盛んな性格で、兄の雄助とは喧嘩をする事もある。雄助や水戸浪士らとともに井伊大老襲撃を計画し、桜田門外でその首級を討ち取り、自害して果てた。
奈良原喜八郎（ならはら きはちろう）
演：武智健二
郷中仲間。藩主斉彬の没後、その対立候補だった久光やその父・斉興の復権に、仲間たちと否定的な異見を唱えている。しかし久光が率兵上洛する際にはそれに同道する。大山綱良らとともに、有馬新七ら急進派藩士の必死の説得に当たるが、有馬の意思を変える事はできず、上意討ちを決行した。薩摩への帰路、行列を妨害したリチャードソンに斬り付け、新たな火種を蒔く事になる。帰国後は薩英戦争に参戦している。旧幕府軍との戦闘では、敵軍の出陣を薩摩軍に知らせた。江戸進軍にも従う。
道島五郎兵衛（みちしま ごろうべえ）
演：矢野義人
精忠組の同志。島津久光の率兵上洛に同道し、大山綱良や奈良原喜八郎らと有馬新七ら急進派の説得に寺田屋へ派遣される。しかし説得は果たせず上意討ちを決行する。その際に有馬と斬り結び動きを封じられ、新七とともに橋口吉之丞によって刺殺された。
橋口吉之丞（はしぐち きちのじょう）
演：石川賢二
精忠組の同志。有馬新七に共鳴して京都での突出を謀る。しかし島津久光の怒りを買い上意討ちを決行される。その戦闘の最中、有馬の指示で有馬と道島五郎兵衛を共に刺殺した。

### 江戸幕府

#### 徳川将軍家
徳川家定（とくがわ いえさだ）
（徳川家祥→徳川家定）
演：堺雅人
江戸幕府13代将軍、篤姫の夫。世子時代の名は家祥（いえさち）。菓子作りが趣味。
惚けた発言や数々の奇行から周囲からは「暗愚」と見られていた。しかし、時折物事の核心を突く発言をし、斉彬には「ただの暗愚とは思えぬ…」と疑念を持たれていた。元来は聡明な人物だったが、硬直化した幕藩体制と意に沿わぬ将軍職を押し付けられた自身の運命に絶望し、奇行に走っていた。また幼い頃から何度も毒を盛られており、そのために極度の人間不信に陥っていた。しかし、篤姫との語らいに安らぎを見出し、政務や自らの後継者の問題にも次第に目を向けるようになっていく。
「自分の家族である徳川将軍家の人々を守ってくれる人物」と見込んで井伊直弼を大老に据え、紀州家の慶福を後継に定め、篤姫には「慶福が成長するまでは後見として政務に関るよう」と遺言する。その直後に持病の脚気衝心の発作で倒れ、帰らぬ人となる。法名は温恭院。先例に則り、その死は妻である篤姫にすら1ヶ月近く伏せられていた（厳密には家定と篤姫の仲睦まじさを考慮した滝山が少し時期を早めた）。
江戸城開城を女中たちに伝える前、将軍家を滅ぼしてしまう事を悔やむ天璋院の前に幻影として現われ、これまでの苦労をねぎらい、後の世に残すべきは「城」ではなく「徳川の心」であると伝えた。
徳川家茂（とくがわ いえもち）
（徳川慶福→徳川家茂）
演：松田翔太
江戸幕府14代将軍。幼名は菊千代。元紀州藩主で、当時の名は慶福（よしとみ）。血統的には家定の次の将軍に最も近く、井伊直弼らによって推される。
幼い頃から「君主の風格を備える」と周囲からの評判が高く、対面した篤姫にも好印象を残した。穏やかな性格の理想主義者で、将軍就任後は天璋院を母のように慕い、互いによき理解者となる。
和宮にも誠意を持って接し、攘夷実行が不可能なことを説き、何よりもまず妻として大切にすると誓って彼女の心を開く。勅使に攘夷決行を迫られると、自らの意思を孝明天皇に伝えるために上洛を決心する。しかし朝廷での攘夷論は根強く、翻意を促すには至らなかった。
その後、長州藩の反抗に際して出兵を決断し、自ら指揮を執る。自らが出馬することで平和裏に戦が終結することを狙っていたが、朝廷の意思を優先する慶喜らとの見解の相違もあり、その考え通りに事は運ばなかった。大坂城で病に倒れ、天璋院や和宮の計らいによって侍医が急派されたが、その甲斐なく亡くなった。臨終の際、軍艦奉行・勝麟太郎に「悔しいのう、わしはまだ21ぞ」と何事も成すことなく死んでゆくことへの無念の思いを吐露し、勝に天璋院と和宮の行く末を託した。
徳川慶喜（とくがわ よしのぶ）
（一橋慶喜→徳川慶喜）
演：平岳大
江戸幕府15代将軍。元御三卿の一橋家当主で、当時は一橋（ひとつばし）慶喜と称する。前水戸藩主・徳川斉昭の七男。水戸の尊皇思想に大きく影響を受けており、自らも熱心な尊皇家である。
英明で知られており、斉昭や斉彬達によって家定の後継候補に担ぎ出されるが、父が大奥に嫌われていたことから大奥からの支持を得られず、さらに斉彬達や家定にも「将軍の地位に興味は無い」と言っており、家定も彼を快く思っていなかった。篤姫との初対面でも曖昧な態度を崩さず、篤姫は「島津の分家出身の自分を侮っている」「覇気が無い」と感じ、悪印象を覚えた。大老となった井伊直弼が勅許を得ないままアメリカとの通商条約を結ぶと江戸城に登城して直弼を詰問するが、逆にこれを罪とされて登城停止の処分を受ける。
後に、島津久光の率兵参府の前に幕府によって春嶽とともに赦免される。薩摩の力が働いていた事には不快感を持ったが、久光主導による幕政改革で将軍後見職に任じられ、幕政に参画する。家茂の上洛に際しては、様子を探るために先立って上京する。攘夷の実行を朝廷に申し出た事が家茂の不興を買うが、その後も京都で朝廷対策に奔走し、蛤御門の変時には率先して御所を守った。
家茂が急死すると、危急の時と言う事で将軍職を推されて就任。孝明天皇の信頼の元で京都二条城で政務を執ろうとするが、間もなく天皇が崩御してしまい出端を挫かれる。小松帯刀の提言により列侯会議を主催するが、将軍としての威厳を保とうとした言動が諸藩の反感を買い会議は分裂する結果に終わった。その後、土佐藩の建白と帯刀の説得に応じて、朝廷の政治能力の無さを視野に入れて大政奉還を断行する。しかし辞官納地は拒否する姿勢を見せ、大阪城で策を練ろうとするが、薩摩の策によってやむなく開戦する。しかし掲げられた錦の御旗を前に敗北を悟り、兵たちを残して江戸へ退却する。その後、勝麟太郎の勧めで天璋院と会い、命を捨てる覚悟を示すが、天璋院に諭されて恭順の道を辿る事を決め、江戸城内、さらには上野寛永寺、水戸で謹慎に徹する。
徳川家慶（とくがわ いえよし）
演：斉木しげる
江戸幕府12代将軍。家定の父に当たる。ペリー来航の混乱の最中に病死する。
徳川家達（とくがわ いえさと）
（田安亀之助→徳川家達）
演：吉武怜朗（幼少時代：小林海人 少年時代：私市夢太）
田安家7代目当主。幼名は亀之助。
幼いながらも徳川家茂に次期将軍に推される。しかし揺れ動く政情への対処のために一橋慶喜が将軍職を継ぎ、その嗣子として置かれる事になった。その後、父慶頼とともに天璋院に謁見する。唐橋にはその幼さを危惧されていたが、天璋院は亀之助に亡き家茂の幼い頃を重ね、利発な子と評した。
徳川家取り潰しが回避されると、慶喜の後継となって駿府70万石に移封される。廃藩置県後は東京の天璋院の元に帰り、天璋院の元で書道や英語などの教育を受ける。
田安慶頼（たやす よしより）
演：長谷川ほまれ
田安家当主。幼い徳川家茂が将軍に就任すると将軍後見職となったが、程なく辞職している。息子の亀之助が将軍継嗣となると、亀之助とともに天璋院に謁見した。

#### 大奥と徳川家の女性たち
和宮（かずのみや）
（和宮→静寛院）
演：堀北真希
孝明天皇の妹。徳川家茂の御台所。元々は有栖川宮熾仁と婚約しており相思の仲であったものの、幕府から徳川家茂への降嫁の要請によって江戸行きを望まれるようになる。強く拒絶の意思を示すも、孝明天皇に「日本国のため」と諭されて、涙ながらに承諾した。江戸行きに当たっては御所風の生活態度を変えない事を望んだ。
江戸到着後は側近たちの意に従って徳川家の女性達とは距離を置いていたが、家茂と政事について会話を交わす内に次第に心を開いて行く。勅使の強硬な改革指示に関しては、自身に負い目を感じる一方で、家茂が攘夷不可能を自ら天皇に上奏すべくために上洛を決意、際には家茂の身を案じるがゆえに、上洛を後押しした天璋院に対し怨み事を吐いた。
家茂が京坂で病に倒れると、天皇に嘆願して家茂を江戸へ帰国させる事に成功。帰国後は家茂に今まで拒んできた実子を望むようになる。一時懐妊の兆しが現れた時、天璋院の心遣いに心を打たれる。懐妊は誤報だったが、以後はすれ違いながらも天璋院との仲も少しずつ雪解けしていく事になる。長州征伐に赴いた家茂の無事をひたすら祈っていたが、その甲斐もなく家茂は死去。
家茂の没後は無気力に日々を送り、女官たちの勧めで帰京の準備を進めていたが、天璋院の気丈な振る舞いに心を打たれ徳川の人間として生きていく事を決意する。その際に剃髪して静寛院（せいかんいん）と号した。天璋院が自分が大奥を守ると宣言すると、それを支持する。薩長軍に敗れて江戸に退却した徳川慶喜には不快感を示すが、天璋院の意見に従って慶喜助命の嘆願書を書いた。
江戸城を出る際には徳川家の江戸復帰を望みながら清水邸に下がるが、間もなく帰京した。維新後、上京して天璋院と再会。二人で芝居を見に行くなど良好な関係を保ったが、程なくして療養先の箱根で薨去した。享年32。
幾島（いくしま）
演：松坂慶子
元は斉彬の姉・郁姫に仕えた老女で、郁姫の死後はその嫁ぎ先である京の近衛家に仕えていた。武道・芸道・礼法などに通じた才女。
斉彬に請われ、篤姫に「島津宗家の姫」としての教育を施すために薩摩に下る。厳格な性格で教育係として篤姫に厳しく接し、篤姫も当初は幾島を嫌っていたが、鶴丸城・江戸藩邸・大奥と共に過ごす内に君臣の間柄を越えた友となってゆく。また、プライドが高く人譲りの物を大いに嫌っていた。郁姫の早世に関して自責しており、当初は心の奥に秘め、篤姫に語ろうとしなかった。
篤姫付きの御年寄として大奥に入ると江戸城外の西郷・小の島と連携し一橋慶喜擁立の政治工作にも関る。しかし、大奥に根深い水戸嫌いの空気の前に工作は難航する。それでも幾島は斉彬の命を頑なに守り通そうとし、慶喜を推すことに疑問を感じ始めた篤姫との間にも溝が生じてゆく。
家茂が将軍に就任し、天璋院となった篤姫が徳川家の人間として生きる決意を知ると、薩摩・近衛家との関係を重視する自分が足手まといになることを憂慮し、引退宣言をして大奥から去った。別れの日、天璋院は自らが婚礼で着用した袿（うちき）を形身として与え長年の労に報い、幾島は斉彬から預かっていた薩摩の風景が描かれた掛軸を献上した。
引退後は近衛家にいたが、唐橋が近衛家に慶喜助命の嘆願書を持ってきた縁で、再び大奥に参上する。その際に小松帯刀からの願いもあって、自ら天璋院の嘆願書を持って官軍の陣を訪れ、西郷吉之助に直談判を試みる。功を奏せず説得には失敗したが、西郷の心を動かす斉彬の存在を天璋院に教える。間もなく大奥を出て京都に戻った。
滝山（たきやま）
演：稲森いずみ
1,000人もの大奥女中の総取締役を務める老女、筆頭御年寄役。常に表情を崩さず、冷静沈着かつ淡々としている女性。給仕を担当する女中たちに衣装の袖に当て布をすることを奨励するなど倹約にも気を使っているが、そのために篤姫に関することでは金銭に糸目をつけない幾島とは意見が対立することもある。将軍継嗣問題では南紀派に属し、本寿院と共に慶福支持を大奥の意向として取りまとめる。大奥の慣わしに従わなかった篤姫とは当初は微妙な距離だったものの、篤姫が井伊大老就任に間接的に協力したため、本寿院とは対照的に篤姫に同情を寄せる。
家定の死後も引続いて大奥を取締り、重野らとともに天璋院を支えるなど、幾島に代わる天璋院の側近筆頭といった存在になっていく。安政の大獄には批判的で、井伊を大老に推したことを後悔していた。
和宮降嫁に際しては、御所風の暮らしを希望する京方の要求を毅然と撥ね付け、武家のしきたりを守り通した。将軍家の世継を作るという大奥の役目を重んじるあまり、天璋院・観行院に家茂に側室を持たせることを提案する。天璋院には即座に却下されるが、その深い思いやりに感服し、改めて大奥を死に場所とする事を誓う。江戸城無血開城の日、天璋院を「大奥を閉じるために大奥に呼ばれた人物」であると称した。
維新後は夫婦養子をとって隠居するが、徳川家達婚約の際には養子と元女中たちを連れて天璋院の許を訪れる。
本寿院（ほんじゅいん）
演：高畑淳子
家慶の側室で家定の生母。名は美津。大奥に対して倹約を叫んでいる水戸の徳川斉昭とその息子である一橋慶喜を毛嫌いしている。
篤姫は本寿院を姑として立て、彼女も篤姫を嫁として憎からず思い、一日も早い世継の誕生を願っていたが、篤姫の入輿の目的が慶喜の推挙にあったことを知ると一転、篤姫を憎悪してことあるごとに彼女を攻撃し、家定の死も篤姫に原因があると思って辛く当たった。
和宮の入輿後は武家方の急先鋒となり、しきたりに従わない京方を強く嫌悪している。また和宮がしきたりに従わない事や薩摩の政治介入を天璋院のせいだと批判した。
家茂亡き後、新たに将軍に就任した慶喜が京都二条城で政務を執ることと慶喜の正室が大奥に入らないことを聞くと安堵した。揺らぐ政情に大奥が翻弄されると不安感を覚えるが、天璋院や静寛院が大奥を守る決意を固めると、自らもそれに同調して大奥の結束に貢献する。しかし慶喜が官軍に敗れ退却してきたことに激昂し、慶喜の首を差し出して徳川家を守るように主張する。
大奥を出た後は天璋院らとともに一橋邸に移り、以後も共に東京で暮らす。また維新後は眼鏡をかけている。
観行院（かんぎょういん）
演：若村麻由美
和宮（静寛院）の母。名は経子（つねこ）。突然に江戸に下る事となった和宮を不憫に思い、孝明天皇に同行を申し出る。江戸に到着後は特にその慣わしを嫌悪し、和宮が武家の風俗に触れないよう細心の注意を払っている。その使命よりも和宮の事を慮っており、彼女が夫と使命との間に板挟みになっているのを察すると、自らの意思を優先する事を説いた。
長州藩による御所襲撃の際に薩摩藩が防戦に尽くした事を聞き、薩摩出身の天璋院に好感を持ち始め、和宮懐妊の一件を挟んで京方も天璋院に信頼を寄せるようになる。しかし間もなく心労によって倒れ、和宮の行く末を天璋院に託しながら安らかに逝去した。
庭田嗣子（にわた つぐこ）
演：中村メイコ
典侍。孝明天皇の側近女官。
和宮降嫁には難色を示していたが、孝明天皇が意見を変えると、和宮付きの女官総取締役として同行する事となる。朝廷の権威と格式をひけらかし、女官達の先頭に立って天璋院ら江戸方の女性達に様々な嫌がらせを行う。和宮の事を慮るよりも武家自体に嫌悪感を抱いており、和宮と家茂の夫婦仲がよくなるのを面白くなく思っていた。
家茂死去によって悲しみに沈む和宮に帰京を勧めた。その後、体調を崩し、大政奉還で大奥が揺れる中で亡くなった。
志賀（しが）
（志賀→豊倹院）
演：鶴田真由
家定の側室、御中﨟。美人ではあるが、摘んだ花を食べたり、家定のお成りを待って千羽鶴をひたすら折り続けるなど、奇行の持ち主。
唯一の側室であるために悪い噂が絶えないが、純粋に家定に好意を持って仕えている。そのため、家定の訃報に接すると常に側近くにあったのに彼の体の異常に気付かなかった篤姫を責めた。
その後、落飾して豊倹院（ほうけんいん）と号する。大奥を下がる日には、家定が心から愛した女性は篤姫だけであったと告げ、悲しみに沈む篤姫が再び立ち上がるきっかけを作った。大奥を下がってからは桜田の御用屋敷で家定の菩提を弔いながら過ごす。
重野（しげの）
演：中嶋朋子
天璋院付きの女中。大奥での工作を有利に進めるために幾島の命を受けて本寿院と滝山の注視を命じられる。
当初は表使であったが、幾島が大奥を去る際に、表に顔の利く事を見込まれて御年寄に抜擢される。以後は天璋院の側近として仕えて一番の理解者となり、時には冷静に天璋院をたしなめる事もある。
天璋院が故地である薩摩と戦う事になることを危惧して天璋院に薩摩へ帰るように願うが、その決意を曲げるには至らず、却って天璋院の覚悟に感服する。
大奥を出てからも天璋院に仕えるが、質素な暮らしを強いられる天璋院に苦労をさせないために、数人の女中を連れて天璋院の前を去った。徳川家達婚約の際には滝山らと天璋院に再会する。
唐橋（からはし）
演：高橋由美子
御年寄。実家は京都の漢方医で、上方との繋がりを見込まれて天璋院付きとなる。重野らに次ぐ側近として天璋院を支える。やや能天気で一言多いのが玉に瑕だが、客観的に物事を考察する一面もある。天璋院が大奥を自らの家族として遇した時には号泣した。天璋院が徳川慶喜の助命嘆願書を書くと、自ら願い出て京の近衛家に赴く。嘆願書を受け取る事は拒否されたが、天璋院の旧知である幾島を連れ帰った。大奥を出た後も引き続き天璋院に仕え、重野が去った後は第一の側近となり、天璋院が亡くなるまで仕えた。
歌橋（うたはし）
演：岩井友見
上臈御年寄。家定の乳母。本寿院に近侍している。篤姫と家定との間に一日も早く世継が生まれるようにと本寿院と共に知恵を絞るが、篤姫輿入れの目的が判明すると逆に二人の仲を裂くための策を練るようになる。
家定の死後も本寿院の側近として仕えており、和宮入輿後は本寿院とともに京方の態度に不満を持ち、また薩摩の政治介入が天璋院と何らかの関係があると思い、彼女に不信感を持った。
家茂亡き後、新たに将軍に就任した慶喜の正室が大奥に入らないことを聞くと、大奥の存在意義が無くなることを危惧した。
大奥を出た後も本寿院とともに余生を送る。
土御門藤子（つちみかど ふじこ）
演：竹本聡子
和宮付き女官。江戸方の女中たちと対立し衝突する事となる。また他の女中たちと同じく攘夷思想を持っており、薩摩藩による生麦事件を攘夷決行と声を上げた。京方の女官では天璋院への使者へ立つこともしばしばある。和宮が徳川慶喜の助命嘆願書を書くと、率先して自らが上洛する事を志願した。和宮が大奥を下がっても後、側近くに仕えた。
少進（しょうしん）
演：中村春菜
和宮付きの女官。大政奉還が断行されると、大いに不安を覚える。
能登（のと）
和宮付きの女官。静寛院の側近で、常々に攘夷を唱えている。
天璋院付き大奥女中
初瀬（はつせ）
演：宮地雅子
御年寄。初めて江戸城大奥に入った篤姫付きとなり、今までの風習にことごとく異を唱える篤姫に振りまわされる事になる。しかし次第に篤姫の側近として忠勤するようになる。篤姫の落飾後、間もなく大奥を下がった。
常磐井（ときわい）
演：戸谷友
上臈御年寄。初めて江戸城大奥に入った篤姫付きとなる。
花園（はなぞの）
演：こだま愛
上臈御年寄。かつての天璋院の部屋に豪華な調度品を揃えた。常磐とともに天璋院を支える女中の一人。
常磐（ときわ）
演：安倍麻美
天璋院付きの女中。天璋院に命じられて、かつての天璋院の部屋に豪華な調度品を揃える。しかし京からやってきた女中たちとは折り合いが悪く、天璋院に訴えるようになる。その後も重野に次ぐ側近として天璋院に仕えた。江戸城開城後も天璋院に仕えることを望むが、若年である事を理由に天璋院から家庭を持つ事を諭された。その後、家庭を持ち、徳川家達婚約の際に子供たちを連れて天璋院の元に現れる。
岩野（いわの）
演:水月舞
川井（かわい）
中年寄。初めて江戸城大奥に入った篤姫付きとなる。
ふく
御中﨟。篤姫が江戸城大奥に入って初めての朝、篤姫の起床を促した。江戸城開城を前に、かよ・くわとともに天璋院に先んじて大奥を下がった。徳川家達婚礼の際に天璋院と再会する。
かよ
御中﨟。篤姫の朝食の膳を担当していた。江戸城開城を前に大奥を下がった。徳川家達婚礼の際に天璋院と再会する。
くわ
御中﨟。篤姫が大奥に入って初めての朝に髪をといた。また、ふくらとともに篤姫に起床時のしきたりを教えた。江戸城開城を前に大奥を下がった。徳川家達婚礼の際に天璋院と再会する。
さか
御中﨟。篤姫のお召し替えを担当していた。
みや
御中﨟。篤姫に仕える。
福田（ふくだ）
表使。天璋院に仕える。
近衛泰子（このえ ひろこ）
演：長谷川愛美
近衛家の娘。徳川家達と婚約する。
みき / すわ / つよ
御中﨟。徳川家定に仕える。
岩尾（いわお）/ てつ
御年寄。本寿院に仕える。

#### 幕閣
阿部正弘（あべ まさひろ）
演：草刈正雄
備後福山藩主、老中首座。官位は伊勢守（いせのかみ）。広く意見を聞く一方で自らの主張を強くは押さない性格。また美男子で大奥での人気も高い。
ペリー来航後の難局にあたり島津斉彬・徳川斉昭などの親藩・外様雄藩と結んでの幕政改革を志向し、その布石として篤姫の輿入れを進めた。
大奥の篤姫にとってその存在は心の支えであったが、志半ばで急死する。死の間際、篤姫の励ましもあって意を決し、普段の温厚な性格からは垣間見えない自論を斉昭にぶつけ、斉昭を驚かせた。
井伊直弼（いい なおすけ）
演：中村梅雀
近江彦根藩主。官位は掃部頭（かもんのかみ）。徳川斉昭の攘夷論を現実に根ざしていない暴論と一蹴する。将軍継嗣あたっては「人物よりも血筋」を重視し、紀州藩主の徳川慶福（家茂）を推す紀州派の領袖となる。
紀州派の幕閣・大奥の推薦を受けて大老職に就くと、勅許を得ないままアメリカとの間に通商条約を結び、これに抗議した一橋派の諸大名の処罰を断行した。家定より慶福成人まで篤姫を後見として政治に関与させる旨の遺言を受けていたが、家定の死後はこれを反故にして天璋院と対立する。
強い幕府を中心とした国家建設を目指して強権を揮い、“安政の大獄”を起こして反対する人々を断罪し、さらに皇女を家茂の御台所として公武合体による国家の統一を画策する。しかし尊攘派志士たちからの強い反発を買い、水戸浪士らによって桜田門外で襲撃され、有村次左衛門に討ち取られた。
一連の行動は自らの信念に従った物であり、悪名を蒙ることもまた自らに課せられた役目であると考えていた。その考えを知った天璋院はその私心の無い姿を認めるようになる。
堀田正睦（ほった まさよし）
演：辰巳琢郎
下総佐倉藩主。官位は備中守（びっちゅうのかみ）。阿部に代って老中首座に就く。阿部の死後は諸外国との交渉を一手に担うことになる。「蘭癖」とも呼ばれた開国派の急先鋒。
将軍継嗣問題では一橋・紀州の両派から味方となるよう誘われ、一旦は紀州派に属するも、通商条約締結の勅許を巡って朝廷との交渉が難航すると勅許を引き出すための支援と引き換えに一橋派に鞍替えする。しかし勅許を得ることは出来ずに江戸へ戻った。
井伊直弼と共に家定から篤姫を政務に関らせる旨の遺言を受けるが、大老となって実権を握った直弼によって登城停止となり、老中職も罷免される。
安藤信正（あんどう のぶまさ）
演：白井晃
陸奥磐城平藩主、老中。官位は対馬守（つしまのかみ）。井伊大老から将軍家茂に皇女を降嫁させる計画を打ち明けられる。
直弼の死後、その遺志を継いで朝廷との交渉を担当し、和宮降嫁を実現させる。しかし、阿部や井伊に比べて大局を見通す目と決断力にやや欠けており、降嫁を実現させるために実現不可能な攘夷を誓約してしまう。さらに和宮降嫁を円滑に進めるために薩摩藩に命じて天璋院の帰国を促す文書を提出させるが、それらの工作が天璋院の怒りを買い叱責を受ける。
さらに和宮降嫁が尊皇派から激しく反発されて、坂下門外で水戸浪士たちに襲われ負傷、失脚の憂き目に遭う。
松平忠固（まつだいら ただかた）
演：松澤一之
老中。堀田とともにハリスの江戸出府の件について担当した。井伊直弼と結び紀州派の重鎮として行動する。
久世広周（くぜ ひろちか）
演：志賀廣太郎
老中。官位は大和守（やまとのかみ）。本来は伏せておく家定の薨去を篤姫に内々に伝えた。井伊の死後は安藤信正とともに政務を執るようになり、安藤の失脚後も幕閣に留まる。島津久光が率兵参府を図った際、天璋院との関連を警戒している。
脇坂安宅（わきざか やすおり）
演：櫻木健一
老中。井伊とともに幕政にあたる。井伊や安藤信正の失脚後も引き続き幕政を担当し、島津久光の率兵上洛を警告した。参府した勅使・大原重徳との交渉に努めるが、大久保らの脅しに屈して勅命を受け入れた。
間部詮勝（まなべ あきかつ）
演：谷本一
老中。篤姫に斉彬が亡くなった事を伝えた。また井伊が実権を握ると幕政に参加する。安政の大獄の際には井伊の命でその執行に当たった。
板倉勝静（いたくら かつきよ）
演：西田聖志郎
老中。久光が兵を率い、幕政改革を訴えて江戸へ向かうと、外様藩である薩摩藩の分不相応な行動に異議を唱えている。勅使との交渉に脇坂らとあたり、改革の不可能を唱えた。また家茂の長州征伐にも出陣した。
徳川慶喜の代には二条城での諸侯の会議の司会を務めるなど、慶喜の側近として近侍し、薩長軍との戦闘の際には重臣たちに出陣の号令を掛けた。鳥羽・伏見での敗戦後は、勝麟太郎らとともに官軍との戦闘について思案する。
小笠原長行（おがさわら ながみち）
演：伊集院八朗
老中。家茂の長州出兵に従う。出兵命令に応じない薩摩の大久保一蔵を叱責するが、のらりくらりと回避されてしまう。
松平康英（まつだいら やすひで）
演：佐藤正宏
老中。官位は周防守（すおうのかみ）。徳川家茂が急死した際、天璋院に家茂の後継に一橋慶喜を推す。
家茂は田安亀之助を嗣子とする遺言を残していたが、大事の時である事を説いて天璋院を承諾させた。
大河内正質（おおこうち まさただ）
老中。徳川慶喜が将軍の際に慶喜の幕閣として共に上坂する。

#### 幕臣
勝海舟（かつ かいしゅう）
（勝麟太郎→勝海舟）
演：北大路欣也
旗本。当初の名は麟太郎（りんたろう）。官位は安房守（あわのかみ）。軍艦操練所教授方頭取、軍艦奉行並などの海軍関係職を歴任。
開明的な思想を持つ秀才であり、また何事も直言する真っ直ぐな性格。そのため天璋院には好印象を持たれる事になる。咸臨丸が渡米する際にその任に就く。帰国後は島津久光の率兵参府による薩摩藩の台頭に危機感を覚え、安政の大獄から赦免されたばかりの松平春嶽に接近する。春嶽の屋敷で対面した帯刀に、自分の考えを力ずくで押し付ける薩摩のやり方は「下の下」と厳しく非難し、「上等な人間は力でなく心で他人を動かすもの」と諭した。
また幕府ではなく日本国の海軍創設を考えており、その持論を坂本龍馬に説いたり、家茂を軍艦に乗せようなどと画策している。家茂上洛の際、拝謁の機会を得て「攘夷を用いて攘夷の不可能を悟らせる」という建策を行い、海軍操練所開設の許可を取り付けた。しかし門下に過激志士がいた事から一転して経営危機に陥り、薩摩藩を頼るようになる。また軍艦奉行職も罷免され蟄居した。しかし家茂が大坂で病に倒れると、家茂直々の命で復帰。家茂の臨終にも立ち会い、天璋院と和宮の行く末を託された。
徳川慶喜が将軍に就任すると、幕府の軍制改革に奔走。大政奉還後に弟子の龍馬を失うが、日本のために奔走した龍馬や帯刀に心を動かされ、天璋院とともに徳川家を守る決意を固める。京都で薩長軍に敗れて江戸に退却した慶喜が謹慎に入ると、対薩長の戦略を一手に任される事になり陸軍総裁に就任。官軍との戦闘回避を訴える。そして江戸に進駐した西郷と直談判し、天璋院から託された島津斉彬の手紙を切り札に、江戸城無血開城を勝ち取った。
徳川家が駿府に転封されるとそれに従って、苦境に立たされた徳川家を支える。その後は天璋院の元を度々訪れ、一番の話し相手となる。
ジョン万次郎（ジョンまんじろう）
演：勝地涼
土佐国出身の漂流民。後に中濱氏を名乗る。
アメリカから帰国したところを保護され琉球から薩摩に護送される。斉彬に意見を求められ、忠教の海防策を「話にならない」と一蹴。欧米諸国と日本との技術力の差を説き、薩摩領内の砲台建設工事にも携わる。
また、小松清猷の屋敷で篤姫・尚五郎らと対面し、レディファーストの精神や自由恋愛など女性がひとりの人間として扱われているアメリカの様子などを話した。篤姫に想いを告げようか迷う尚五郎には想いを告げるべきだと励ました。
咸臨丸の渡米に伴って通訳として幕府に登用される。勝の配慮により献上品のミシンを届けるために大奥に上がり、天璋院（篤姫）と再会。思い出話に花を咲かせる中で尚五郎が篤姫に想いを寄せていたことを明かした。
その後は帯刀の元で薩長同盟に力を貸し、グラバーとの商談では通訳を担当した。同郷の坂本龍馬の没後は土佐藩を気にかけて、帯刀の元を離れた。
久貝因幡守（くがい いなばのかみ）
演：藤木孝
安政の大獄で捕縛者の詮議の奉行を務めた旗本。江戸に送られてきた村岡を詮議するも、その堂々たる態度に萎縮する。
木村摂津守（きむら せっつのかみ）
演：小林勝也
軍艦奉行並。勝らを率いて咸臨丸で渡米する。勝と共に家茂・天璋院と対面した際には何事も包み隠さず直言する勝の扱いに苦慮していた。
榎本武揚（えのもと たけあき）
演：鈴木綜馬
海軍副総裁。朝廷軍が江戸へ近づくと、積極策を打ち出す。しかし勝麟太郎に一蹴されると、憤って席を立った。
深谷盛房（ふかや もりふさ）
演：野村信次
海防掛。老中阿部正弘らとペリー来航などについて協議した。
川路聖謨（かわじ としあきら）
演：本多晋
旗本。アメリカとの通商条約承認の勅許を得るために、堀田正睦に従って岩瀬忠震と共に上京する。
井上清直（いのうえ きよなお）
演：吉満涼太
旗本。ハリスとの条約交渉を担当している。調整を重ね、最終的にはハリスとの条約に調印した。
岩瀬忠震（いわせ ただなり）
演：吉見幸洋
旗本。井上清直らとともにハリスとの交渉を担当する。さらに条約の勅許を求めるために上洛した堀田正睦にも従った。
伊東玄朴（いとう げんぼく）
演：徳井優
御典医。家定が病に倒れた際に診察を担当したが、本寿院の命を受けて篤姫には詳しい病状を知らせなかった。
滝川具挙（たきがわ ともたか）
大目付。大坂城で徳川慶喜の側近として仕え、慶喜が薩長軍との開戦を決めると、朝廷への薩摩藩討伐の願いを持って上京する。

### 諸藩・志士たち

#### 諸侯
徳川斉昭（とくがわ なりあき）
演：江守徹
前水戸藩主。水戸学の思想に根ざした頑強な尊皇攘夷論者で、周囲からも「烈公」と恐れられている。倹約を叫んで大奥を目の敵にしているため、本寿院を始めとする大奥の女性達に嫌われている。
ペリー来航に伴う幕府内の混乱を抑えるため老中・阿部正弘によって海防参与に迎えられるが、その過激な発言で逆に幕政を混乱させる。斉彬達とは気脈を通じてはいるが、篤姫の将軍家輿入れに関しては彼女の出自が低いことに難色を示し、薩摩藩の発言力が増すことを警戒していた。しかし、薩摩藩邸で開かれた花見の席で物怖じすることなく自分に意見を述べる篤姫の人物に感じ入り、また将軍・家定の後継候補に我が子・一橋慶喜を推されたことから一転して篤姫入輿支持に転じた。
アメリカ領事・ハリスの江戸入り・将軍謁見に反対し幕政参与を辞任する。大老となった井伊直弼が勅許を得ぬままアメリカとの間に通商条約を締結すると抗議のために登城するが、逆にこれを罪とされて謹慎処分を受け、さらに戊午の密勅への関与を疑われて永蟄居の処分を受ける。蟄居前、慶喜に「いずれ慶喜を必要とする世の中が来る」と言った。
その後、和宮降嫁問題に対し「慶喜が将軍になっていればこんなことにはならなかった」と、徳川家の衰退と日本の将来を憂いながら急死した。
徳川慶篤（とくがわ よしあつ）
水戸藩主。徳川斉昭の長男。斉昭とともに無断で江戸城に登城した咎で謹慎処分となる。
松平春嶽（まつだいら しゅんがく）
（松平慶永→松平春嶽）
演：矢島健一
越前藩主。官位は越前守（えちぜんのかみ）。名は慶永（よしなが）。阿部正弘とともに家定にたびたび進言している。斉彬や伊達宗城とは親しい間柄。
井伊直弼が大老に推挙されると、一橋派の対抗馬として大老に推挙される。大老となった直弼の命で斉昭・慶喜親子と共に処罰され、隠居・謹慎処分を受けた。
隠居後は春嶽と号する。後に島津久光の率兵参府の前に幕府によって慶喜とともに赦免される。その際、薩摩藩の台頭に危機感を覚えた勝麟太郎と交流するようになる。その後、政事総裁職に任命される。慶喜の将軍就任後に開催された列侯会議にも参加している。
慶喜が大政奉還を断行した際は薩長の台頭を警戒しており、また慶喜不在のまま辞官納地が決定すると、慶喜に恭順を促す。
伊達宗城（だて むねなり）
演：森田順平
宇和島藩主。斉彬とは親しく、阿部正弘とともに斉彬の藩主襲封に協力した。後に一橋慶喜擁立運動にも加担する。慶喜が将軍となった後の列侯会議にも参列した。
松平容保（まつだいら かたもり）
演：志村東吾
会津藩主。徳川慶喜とともに薩長軍との戦で指揮を執るが、薩摩軍の謀略によって錦の御旗が掲げられた事に憤慨する。江戸に戻り官軍が接近すると、榎本武揚とともに防戦を訴えるが勝麟太郎に制止され、勝を腰抜けと非難して中座した。
山内容堂（やまうち ようどう）
演：今拓哉
前土佐藩主。島津久光の主導による列侯会議に座列するが、徳川慶喜の言動に憤り、久光とともに会議を後にした。後に岩倉らの謀議によって慶喜の辞官納地が決定されると、その狡猾さに苦虫を噛み潰した。
戸田光則（とだ みつひさ）
演：八波一起
松本藩主。江戸の藩邸で安政の大獄で捕えられた村岡を拘留する。後に幾島が現れた際には村岡との会見を渋るも、天璋院の威光に恐縮する。
徳川慶恕（とくがわ よしくみ）
尾張藩主。徳川斉昭親子とともに無断で江戸城に登城し、それを井伊直弼に咎められる。

#### 諸藩藩士
長野義言（ながの よしとき）
演：大林丈史
彦根藩士。通称は主馬（しゅめ）。藩主・井伊直弼の側近。将軍継嗣問題について直弼の相談を受ける。井伊の手足となり、九条尚忠と結んで朝廷の南紀派工作に大きな影響を与え、安政の大獄でも多大な影響力を及ぼした。
木戸孝允（きど たかよし）
（桂小五郎→木戸孝允）
演：スズキジュンペイ
長州藩士。当初の名は桂小五郎。姉小路公知らの公家と結んで京都で発言力を増す事に成功し、朝廷を攘夷実行に傾かせる。後に木戸孝允と改名。坂本龍馬の仲介を受けて西郷吉之助らと面会するが、話を切り出さない西郷らに業を煮やして帰ろうとするも龍馬のとりなしで事なきを得、同盟を承諾した。維新後は大久保・岩倉らとともに新政府の重鎮となる。
伊藤俊輔（いとう しゅんすけ）
演：岡本高英
長州藩士。薩長同盟に協力し、小松帯刀とグラバーの商談に立ち会った。
井上聞多（いのうえ もんた）
演：吉野容臣
長州藩士。名は馨（かおる）。伊藤とともに小松帯刀とグラバーの商談に立ち会い、成立とともにグラバーに礼を述べた。
橋本左内（はしもと さない）
演：中山麻聖
越前藩士。藩主松平慶永の厚い信任を受けて、西郷吉之助とともに一橋慶喜を将軍継嗣にすべく奔走する。しかし安政の大獄では処罰の対象となり、後に処刑された。
宇津木六之丞（うつぎ ろくのじょう）
演：佐藤旭
彦根藩士。直弼の側近。長野とともに直弼を支える。
長岡監物（ながおか けんもつ）
演：豊嶋稔
熊本藩家老。西郷と親しく交流している。
鵜飼吉左衛門（うがい きちざえもん）
演：赤崎ひかる
水戸藩士。京都で武家伝奏より、前例のなかった水戸藩への勅諚を賜る事になる。しかし安政の大獄に連座して捕えられ、処刑される。
久坂玄瑞（くさか げんずい）
演：東武志
長州藩士。桂小五郎とともに姉小路公知らの公家と接触し、攘夷実行を唱えた。攘夷派が京を追われると失地回復を謀り、御所を襲撃した。
三吉慎蔵（みよし しんぞう）
演：二橋進
長府藩士。坂本龍馬の友人で、薩長同盟締結に尽力した龍馬を寺田屋で労っていた所を奉行所の役人らの襲撃を受け、槍を持って応戦した。
後藤象二郎（ごとう しょうじろう）
演：古本新乃輔
土佐藩士。坂本龍馬の持論に刺激を受けて大政奉還論をまとめる。小松帯刀と薩土盟約を結び、また徳川慶喜に大政奉還を建白した。
鵜飼幸吉（うがい こうきち）
水戸藩士。吉左衛門の息子。父とともに安政の大獄で捕えられ、父とともに処刑される。
原田八兵衛（はらだ はちべえ）
水戸藩士。
八島錦助（やじま きんすけ）
越前藩士。

#### その他の志士たち
坂本龍馬（さかもと りょうま）
演：玉木宏
土佐藩出身の浪人。松平春嶽の紹介で開国派の勝麟太郎に接近し、あわよくば斬ってしまおうと目論むが、その開明的な考えと堂々とした振る舞いに心を打たれ、一転して勝に弟子入りする。
ピストルやブーツなどの西洋の品物を持ち歩いている。家茂の上洛に従った勝と共に大坂に入り、その護衛を務めた。操練所創設に当たっては塾頭に就任する。しかし蛤御門の変後、操練所が閉鎖の危機にさらされたため、勝の意を受けて薩摩藩に接近し帯刀と運命的な出会いを果す。
帯刀の庇護を受けた塾生らと亀山社中を結成し、それを機軸に薩摩藩と長州藩との間を取り持ち、薩長同盟の密約を結ばせる事に成功した。しかし奉行所からは警戒され、寺田屋で役人らに襲撃を受けて負傷して薩摩藩邸に逃れる。
その後、帯刀の計らいにより妻・お龍と共に薩摩に逃れ、霧島温泉で傷を癒した。その際、帯刀に武士の時代が終ることを予言し、帯刀に新しい日本を引っ張る人間になって欲しいと諭した。また世界を相手にする商業を目指し、海援隊を企画する。
そして大政奉還の基礎となる論を作成し、大政奉還に大きく貢献するが、自らの案じた新政府の名表には自らの名は書き込まず、世界の海援隊を志す。しかし間もなく中岡慎太郎とともに近江屋で襲撃を受け、暗殺された。
帯刀とともに最後まで武力による倒幕に反対していた。龍馬たちの活動は勝を通じて天璋院に伝えられ、彼女は彼らに恥じぬよう大奥と徳川家を守る事を表明した。
お龍（おりょう）
演：市川実日子
坂本龍馬の妻。父親が安政の大獄で処罰されている。やや楽天的な龍馬を正す事もあるしっかりとした性格。お琴とは友人である。
寺田屋で龍馬らが伏見奉行所の役人たちに襲撃された時には真っ先に駆けつけて危機を知らせた。負傷した龍馬と共に伏見の薩摩藩邸に逃れ、帯刀の計らいで夫と共に薩摩に逃れた。帯刀の浮気に憤っていたお近に「惚れた男が生きているだけで十分」と諭した。
龍馬が横死し、薩長と幕府との間に戦雲が立ち込めると、夫の努力が水泡に帰すと悲嘆した。
月照（げっしょう）
演：高橋長英
元清水寺成就院の住職。朝廷とのパイプも持っており、近衛家の仲介で西郷の朝廷工作にも関与する。
斉彬に殉死しようとする西郷にその命を預かると申し出て押し止め、安政の大獄が始まると共に薩摩に逃れるも逆に捕えられ、脱走途中に錦江湾に入水した。
平野国臣（ひらの くにおみ）
演：佐藤政之
有馬新七の同志。京都寺田屋で有馬ら急進派薩摩藩士らと共謀し、京都での突出を計画する。
中岡慎太郎（なかおか しんたろう）
演：天原まさみち
坂本龍馬の盟友。薩土盟約に後藤象二郎とともに土佐藩側として出席した。大政奉還がなった後に近江屋で龍馬とともに暗殺された。

### 朝廷

#### 皇室
孝明天皇（こうめいてんのう）
演：東儀秀樹
第121代天皇。大の異国嫌いであり、攘夷の実行を念願としている。
そのために当初反対していた和宮の降嫁であったが、岩倉具視に攘夷を持ち出されたためにこれを承諾。和宮を気遣いながらも江戸行きを命じた。その後は幕府との関係も良好であったが、信を置いていた徳川慶喜が将軍に就任して間もなく、夫を失った和宮を案じながら急逝した。
有栖川宮熾仁（ありすがわのみや たるひと）
演：竹財輝之助
熾仁親王と呼ばれる。和宮とは許婚の関係であり、相思の仲でもあった。
しかし和宮の江戸降嫁が決まってしまったために破談となる。もう一目和宮に会おうと赴くが叶わなかった。
後に江戸征伐が決定すると大総督として江戸へ進軍する事になる。また新政府では総裁に就任する。

#### 近衛家
近衛忠熙（このえ ただひろ）
演：春風亭小朝
右大臣。五摂家の筆頭で、島津家と縁の深い近衛家の当主。篤姫は公家の娘という箔をつけるため島津宗家からさらに近衛家の養女となって徳川将軍家に嫁いだ。
将軍継嗣問題では一橋派の意向を受けて行動し、実質的に「慶喜を将軍継嗣とすべし」という内容の勅命を取り付けようとするが、南紀派と結んだ関白・九条尚忠に阻まれて果せなかった。
慶喜擁立工作さらに戊午の密勅の降下に係ったとして安政の大獄に連座して辞官・落飾する。
村岡（むらおか）
演：星由里子
近衛家に仕える老女。当主・忠熙が独身のため、篤姫輿入れの際には母親代わりとなった。
朝廷工作に従事する西郷に月照を紹介し、また水戸藩への密勅にも関与。その活動をして安政の大獄の際に捕えられて江戸へ送られる。詮議の場に幾島を介して天璋院より届けられた袿（うちき）を身につけて臨み堂々と容疑を否認。30日の押込めという軽い処分に落ち着いた。
近衛忠房（このえ ただふさ）
演：三上市朗
近衛忠煕の子。天璋院の徳川慶喜助命嘆願書を持って現れた唐橋に朝廷への取り成しを頼まれるが、近衛家に咎が及ぶことを恐れて一蹴した。
郁姫（いくひめ）
演：早川ゆり
近衛忠煕の妻。島津家より忠煕へ輿入れした。器量がよくおしとやかな性格であったが、早くに亡くなっている。幾島は当初郁姫付きだった。
亀岡（かめおか）
演：山本郁子
近衛家の老女。忠熙の養女となった篤姫に近衛家の来歴などを教授した。

#### 公卿
岩倉具視（いわくら ともみ）
演：片岡鶴太郎
下級公家の出身だが、その才覚を見込まれて孝明天皇の側近となる。
和宮降嫁に際しては降嫁と引き換えに攘夷の実行を幕府に要求するという案を上奏し、それが認められる事となる。和宮に従って江戸に下向し、幕府に二心無い旨の家茂直筆の証文を朝廷に提出するよう迫る。しかしそれが攘夷派志士の疑惑を買う所となり、京都で長州藩が台頭すると身を守るために岩倉村に逼塞する事になった。
慶喜が将軍に就任すると、大久保から討幕の趣旨を聞く。慶喜を警戒しながらも西郷・大久保とともに武力倒幕のための密勅を作り上げるが、大政奉還によって頓挫してしまった。しかし王政復古の大号令、慶喜への辞官納地要求など巧みに幕府を追い詰める。
新政府では副総裁に任じられ、太政官制移行後も政府の重鎮として政治に参画する。
大原重徳（おおはら しげとみ）
演：木村元
島津久光が幕政改革の建白書を奉じて率兵上洛した際に、薩摩藩兵に警護されながら勅使として江戸へ派遣される。老中たちと交渉するが一向に進まず、大久保一蔵らの脅しを利用して幕政改革を認めさせた。
九条尚忠（くじょう ひさただ）
演：磯部勉
関白。長野義言を通じて井伊直弼と交流を持っている。将軍継嗣問題では不干渉を主張した。公武合体を目指して和宮降嫁を主張する。
鷹司政通（たかつかさ まさみち）
演：光枝明彦
関白。孝明天皇の重臣であり、相談などを受けている。
鷹司輔熙（たかつかさ すけひろ）
演：江良潤
関白。上洛した家茂が攘夷の不可能を主張すると、その職性をもって攘夷を実行すべしと断言した。しかし長州藩が御所を襲撃すると、その戦火に怯える。
姉小路公知（あねがこうじ きんとも）
演：若松泰弘
京都で長州藩が台頭すると、桂小五郎らと接触して朝廷を攘夷に傾かせる。その後、勅使として三条実美とともに江戸へ下向し、家茂に攘夷の催促をする。しかし家茂が上洛の意思を伝えたのには絶句した。家茂の上洛には他の公卿とともに攘夷実行を主張する。
中山忠能（なかやま ただやす）
演：神崎智孝
上洛した島津久光を岩倉らとともに謁見し、久光に京都市中の警護を命じた。家茂が上洛した際には鷹司輔熙らとともに攘夷を唱える。王政復古の大号令を発した後は岩倉と並んで参朝する。
三条実美（さんじょう さねとみ）
演：小浜正寛
姉小路公知と共に攘夷派の長州藩士と協力して攘夷論を高揚させる。後に勅使として江戸へ下り、幕府に攘夷の実行を迫る。また家茂が上洛すると、家茂に攘夷を迫る。新政府では岩倉具視とともに副総裁に任じられる。
当初、姓は三條と表記されていた。

### 市井
太助（たすけ）
演：コロッケ
江戸の瓦版売り。ペリー来航をはじめ最新の瓦版を、顔芸を交えて売っている。維新後は写真技師に転向し、笑わない客にはやはり顔芸で笑わせている。
千吉（せんきち）
演：三谷昌登
江戸の瓦版売り。太助とともに瓦版を売っている。元は香具師であったらしく、独特の宣伝をしている。維新後は太吉とともに写真技師に転向した。太吉を兄貴と呼ぶ。

### 欧米諸国
ペリー
演：ニーノA
アメリカ合衆国の使節。日本ではペルリと呼ばれている。2度の来航で日本を開国させた。巷ではさまざまな憶測が飛び交っている。
タウンセンド・ハリス
演：ブレイク・クロフォード
アメリカ合衆国の総領事。伊豆の下田に来航する。将軍家定への謁見を求め、後に念願かなって家定と会見。強硬な姿勢を貫き、条約の調印に成功する。
ヒュースケン
演：マキシム・ツェリッシェフ
ハリスの通詞役。ハリスとともに下田に来航した。ハリスの側近として行動をともにし、条約調印にも立ち会った。
リチャードソン
演：クリストファー・メイ
生麦村を通行していたイギリス人。誤って島津久光の行列を妨害してしまったため、伊地知正治や海江田信義からどくように指示される。しかし言葉がわからずにうろたえてしまったため、激昂した奈良原喜八郎に無礼討ちにされた。この事件に際してイギリスは幕府と薩摩藩に償金の支払いを請求している。
ボラディル夫人
演：ハルカ・オース
リチャードソンと生麦村を乗馬で通行していたイギリス人女性。
マーシャル / クラーク
演：ガース・ネルソン（マーシャル） / デニス・ロングリー（クラーク）
リチャードソンと生麦村を乗馬で通行していたイギリス人男性。
庄蔵（しょうぞう）/ 寿三郎（じゅさぶろう）
演：佐々木洋平（庄蔵）
モリソン号に乗って山川港に上陸した日本人漂流民。船長らとともに交渉に立ち会った。
ニール
イギリス代理公使。生麦事件で自国民が殺害されると、償金の支払いと下手人の引渡しを薩摩に求める。軍艦ユーリアラス号で伊地知正治らと交渉するも決裂し、薩英開戦に至った。
グラバー
イギリスの貿易商。薩長同盟のために武器を長州藩に提供しようとする小松帯刀から商談を持ちかけられる。通訳としてジョン万次郎を交えて商談を進め、好意的な形で商談を受諾した。
ボードウィン
在日の外国人医師。大阪で療養する小松帯刀の担当医となり、焦る帯刀を励ます。
アーネスト・サトウ
イギリスの外交官。薩英戦争の際にニールらとともに薩摩藩との交渉に立ち会う。

### その他
人影
演：麿赤兒
篤姫が産まれる直前にお幸の夢に現れた謎の行者。「その娘を江戸へ連れて参る」と篤姫の江戸行きを示唆する。

## スタッフ
- 原作：宮尾登美子（『天璋院篤姫』より 講談社刊）
- 脚本：田渕久美子、松下和惠
- 音楽：吉俣良
- テーマ音楽演奏：NHK交響楽団
- テーマ音楽指揮：井上道義
- 演奏：弦一徹オーケストラ
- 劇中歌独唱：和田由貴
- 題字：菊池錦子
- 時代考証：原口泉、大石学
- 建築考証：平井聖
- 衣装考証：小泉清子
- 脚本協力：井出真理、田渕高志、金杉弘子
- 撮影協力：鹿児島県、鹿児島県鹿児島市、指宿市、出水市、加治木町、茨城県つくば市、つくばみらい市、常総市、石岡市、桜川市、静岡県伊豆の国市、下田市、博物館明治村
- 雅楽指導：東儀秀樹
- 香道指導：三條西堯水
- 所作指導：西川箕乃助
- 武術指導：林邦史朗
- 書道指導：望月暁云、三條西堯水
- 仏事指導：金嶽宗信
- 囲碁指導：梅沢由香里
- 日本画指導：劉煐杲
- 写真指導：山本一夫
- 邦楽指導：本條秀太郎、藤舎千穂
- 箏指導：田村法子
- 鼓指導：藤舎千穂
- 華道指導：杉本康子
- 馬術指導：田中光法
- 茶道指導：鈴木宗卓、杉本康子
- 薩摩琵琶指導：須田誠舟
- 扇子製作指導：松井宏
- 貝合わせ指導：生越仁子
- 礼法指導：小笠原敬承斎
- 投扇興指導：淡路保孝
- 連珠指導：三森政男
- 刺繍指導：柿崎清
- 芸妓指導：青木かずこ
- 手芸指導：山本恭子
- 月琴指導：坂田進一
- 薩摩ことば指導：西田聖志郎
- 御所ことば指導：堀井令以知
- 京ことば指導：井上裕季子
- 土佐ことば指導：岡林桂子
- タイトル映像：堀切園健太郎
- 資料提供：德川記念財団、尚古集成館、苗木遠山資料館、二条城、武雄市歴史資料館、みちのく北方漁船博物館、長崎ハウステンボス、京都造形芸術大学、東京国立博物館、国会図書館、開陽丸、埼玉県さいたま市、福田東久、日本カメラ博物館、伊牟田志香人、吉岡幸雄、野本禎司、竹村誠、野村玄、高木頼雄
- 語り：奈良岡朋子
- 副音声解説：宇垣秀成
- 制作統括：佐野元彦
- 制作・プロデューサー：屋敷陽太郎
- 演出：佐藤峰世、岡田健、渡邊良雄、堀切園健太郎、上杉忠嗣、松川博敬

アバンタイトル
- 語り：滑川和男

篤姫紀行
- ナレーション：内藤裕子
- 演奏
  - 吉俣良×弦一徹（第1回 - 第14回）
  - 吉俣良×柏木広樹（第15回 - 第26回）
  - 吉俣良×千代正行（第27回 - 第39回）
  - 吉俣良×吉嶺史晴（第40回 - 最終回）

## 放送

### 放送時間
総合テレビ
- 本放送 日曜 20:00 - 20:45
- 再放送 土曜 13:05 - 13:50

衛星第2テレビ
- 第39回まで 日曜 22:00 - 22:45
- 第40回から 日曜 22:05 - 22:50

編成の都合により時間変更されることが多かった。
デジタル衛星ハイビジョン
- 日曜 18:00 - 18:45

### アンコール放送・特別編成
総合テレビ
- 第48回 12月12日 16:05 - 16:50
  - 翌13日の第49回通常再放送と続けて、3日連続で放送されるように急遽編成された。

デジタル衛星ハイビジョン
- 第1回 - 第49回 9月29日 - 12月9日 17:00 - 17:45（土日・祝休日を除く）
  - 宮﨑起用のきっかけとなった連続テレビ小説『純情きらり』とのセット。

### 放送日程
- 第1回は15分拡大（20:00 - 21:00）、最終回は25分拡大（20:00 - 21:10）。

| 放送回                                                      | 本放送日 | 題             | 演出         | 篤姫紀行                                              | 視聴率 |
| ----------------------------------------------------------- | -------- | -------------- | ------------ | ----------------------------------------------------- | ------ |
| 第01回                                                      | 01月06日 | 天命の子       | 佐藤峰世     | 篤姫の故郷（鹿児島県鹿児島市/指宿市）                 | 20.3%  |
| 第02回                                                      | 01月13日 | 桜島の誓い     | 佐藤峰世     | 尚五郎の故郷（鹿児島県鹿児島市）                      | 20.4%  |
| 第03回                                                      | 01月20日 | 薩摩分裂       | 岡田健       | 薩摩最強の武士団（鹿児島県出水市）                    | 21.4%  |
| 第04回                                                      | 01月27日 | 名君怒る       | 岡田健       | 藩主 斉彬の功績（鹿児島県鹿児島市）                   | 22.7%  |
| 第05回                                                      | 02月03日 | 日本一の男     | 堀切園健太郎 | 万次郎の故郷（高知県土佐清水市）                      | 24.0%  |
| 第06回                                                      | 02月10日 | 女の道         | 堀切園健太郎 | 薩摩藩の郷中教育（鹿児島県鹿児島市）                  | 22.7%  |
| 第07回                                                      | 02月17日 | 父の涙         | 佐藤峰世     | 篤姫ゆかりの港町（鹿児島県指宿市）                    | 21.6%  |
| 第08回                                                      | 02月24日 | お姫様教育     | 佐藤峰世     | 黒船来航（神奈川県横須賀市）                          | 22.4%  |
| 第09回                                                      | 03月02日 | 篤姫誕生       | 岡田健       | 篤姫誕生の城（鹿児島県鹿児島市）                      | 25.3%  |
| 第10回                                                      | 03月09日 | 御台所への決心 | 岡田健       | 徳川斉昭の功績（茨城県水戸市）                        | 23.8%  |
| 第11回                                                      | 03月16日 | 七夕の再会     | 渡邊良雄     | 古の香り漂う町（鹿児島県南さつま市）                  | 24.7%  |
| 第12回                                                      | 03月23日 | さらば桜島     | 渡邊良雄     | 心のふるさと桜島（鹿児島県鹿児島市）                  | 23.5%  |
| 第13回                                                      | 03月30日 | 江戸の母君     | 佐藤峰世     | 篤姫 江戸への道中（京都府京都市）                     | 21.6%  |
| 第14回                                                      | 04月06日 | 父の願い       | 佐藤峰世     | 井伊直弼の故郷（滋賀県彦根市）                        | 22.3%  |
| 第15回                                                      | 04月13日 | 姫、出陣       | 岡田健       | 西郷隆盛ゆかりの寺（東京都目黒区）                    | 23.7%  |
| 第16回                                                      | 04月20日 | 波乱の花見     | 岡田健       | 慶喜の生誕地（東京都文京区/千代田区）                 | 22.4%  |
| 第17回                                                      | 04月27日 | 予期せぬ縁組み | 渡邊良雄     | 江戸の薩摩藩屋敷（東京都港区/渋谷区）                 | 23.1%  |
| 第18回                                                      | 05月04日 | 斉彬の密命     | 渡邊良雄     | ハリスの暮らした港町（静岡県下田市）                  | 20.9%  |
| 第19回                                                      | 05月11日 | 大奥入城       | 佐藤峰世     | 篤姫が暮らした城（東京都千代田区）                    | 24.6%  |
| 第20回                                                      | 05月18日 | 婚礼の夜       | 佐藤峰世     | 小松家の領地（鹿児島県日置市）                        | 24.2%  |
| 第21回                                                      | 05月25日 | 妻の戦         | 堀切園健太郎 | 江戸城の面影・川越（埼玉県川越市）                    | 24.4%  |
| 第22回                                                      | 06月1日  | 将軍の秘密     | 堀切園健太郎 | 阿部正弘の城下町（広島県福山市）                      | 24.8%  |
| 第23回                                                      | 06月08日 | 器くらべ       | 岡田健       | 藩主斉彬の足跡（鹿児島県錦江町/南大隅町）             | 24.8%  |
| 第24回                                                      | 06月15日 | 許すまじ、篤姫 | 岡田健       | 松平慶永の城下町（福井県福井市）                      | 25.7%  |
| 第25回                                                      | 06月22日 | 母の愛憎       | 渡邊良雄     | 堀田正睦の城下町（千葉県佐倉市）                      | 22.6%  |
| 第26回                                                      | 06月29日 | 嵐の建白書     | 渡邊良雄     | 月照ゆかりの地（京都府京都市）                        | 24.7%  |
| 第27回                                                      | 07月06日 | 徳川の妻       | 堀切園健太郎 | 将軍・家定の足跡（東京都中央区）                      | 26.0%  |
| 第28回                                                      | 07月13日 | ふたつの遺言   | 堀切園健太郎 | 斉彬の最期（鹿児島県鹿児島市）                        | 26.2%  |
| 第29回                                                      | 07月20日 | 天璋院篤姫     | 岡田健       | 久光ゆかりの地（鹿児島県姶良町/鹿児島市）             | 24.3%  |
| 第30回                                                      | 07月27日 | 将軍の母       | 佐藤峰世     | 紀伊徳川家の城下町（和歌山県和歌山市）                | 25.8%  |
| 第31回                                                      | 08月03日 | さらば幾島     | 渡邊良雄     | 村岡ゆかりの嵯峨（京都府京都市）                      | 24.6%  |
| 第32回                                                      | 08月10日 | 桜田門外の変   | 堀切園健太郎 | 桜田門外の変（東京都千代田区/世田谷区）               | 26.4%  |
| 第33回                                                      | 08月17日 | 皇女和宮       | 堀切園健太郎 | 和宮が愛した京の都（京都府京都市）                    | 27.7%  |
| 第34回                                                      | 08月24日 | 公家と武家     | 佐藤峰世     | 坂下門外の変（東京都千代田区/福島県いわき市）         | 26.4%  |
| 第35回                                                      | 08月31日 | 疑惑の懐剣     | 上杉忠嗣     | 龍馬のこころ息づく町（高知県高知市）                  | 23.3%  |
| 第36回                                                      | 09月07日 | 薩摩か徳川か   | 岡田健       | 寺田屋事件（京都府京都市）                            | 27.7%  |
| 第37回                                                      | 09月14日 | 友情と決別     | 渡邊良雄     | 勝海舟の足跡（東京都墨田区/千代田区）                 | 26.1%  |
| 第38回                                                      | 09月21日 | 姑の心 嫁の心  | 佐藤峰世     | 岩倉具視 隠棲の地（京都府京都市左京区岩倉）           | 26.1%  |
| 第39回                                                      | 09月28日 | 薩摩燃ゆ       | 松川博敬     | 薩英戦争（鹿児島県鹿児島市）                          | 24.7%  |
| 第40回                                                      | 10月05日 | 息子の出陣     | 岡田健       | 蛤御門の変（京都府京都市）                            | 28.1%  |
| 第41回                                                      | 10月12日 | 薩長同盟       | 渡邊良雄     | 薩長同盟（京都府京都市）                              | 24.2%  |
| 第42回                                                      | 10月19日 | 息子の死       | 佐藤峰世     | 帯刀・龍馬 静養の地（鹿児島県霧島市）                 | 26.3%  |
| 第43回                                                      | 10月26日 | 嫁の決心       | 岡田健       | 家茂ゆかりの寺（東京都港区）                          | 24.5%  |
| 第44回                                                      | 11月02日 | 龍馬死すとも   | 渡邊良雄     | 二条城 大政奉還の舞台（京都府京都市）                 | 23.5%  |
| 第45回                                                      | 11月09日 | 母からの文     | 渡邊良雄     | 徳川最後の城砦（大阪府大阪市）                        | 22.6%  |
| 第46回                                                      | 11月16日 | 慶喜救出       | 岡田健       | 鳥羽伏見の戦い（京都府京都市/八幡市）                 | 24.3%  |
| 第47回                                                      | 11月23日 | 大奥の使者     | 佐藤峰世     | 大奥の女たち・その後（埼玉県川口市/鹿児島県鹿児島市） | 25.1%  |
| 第48回                                                      | 11月30日 | 無血開城       | 渡邊良雄     | 江戸を救った3人（東京都大田区/港区）                  | 29.2%  |
| 第49回                                                      | 12月07日 | 明治前夜の再会 | 岡田健       | 徳川家ゆかりの城下町（静岡県静岡市）                  | 27.8%  |
| 最終回                                                      | 12月14日 | 一本の道       | 佐藤峰世     | 幕末を駆け抜けた2人（鹿児島県日置市/東京都台東区）    | 28.7%  |
| 平均視聴率 24.5% （視聴率は関東地区・ビデオリサーチ社調べ） |          |                |              |                                                       |        |

### 総集編
いずれも総合テレビで放送。
| 放送回 | 放送日   | 放送時間    | 題             |
| ------ | -------- | ----------- | -------------- |
| 第1回  | 12月26日 | 19:30-20:43 | 御台所への決心 |
| 第2回  | 12月27日 | 19:30-20:43 | 大奥入城       |
| 第3回  | 12月27日 | 21:00-21:58 | 天璋院篤姫     |
| 第4回  | 12月28日 | 19:30-20:43 | 徳川の母       |
| 第5回  | 12月28日 | 21:00-21:58 | 無血開城       |

### 関連番組
- 篤姫SP〜クイズ大奥（総合テレビ 5月6日 13:05 - 13:30, 5月10日 17:30 - 17:55）
  - 出演：堺雅人、鶴田真由、高畑淳子、稲森いずみ
- 「篤姫」スペシャルトーク（総合テレビ 8月20日 13:05 - 13:30）
  - 出演：宮﨑あおい、堺雅人
- 「篤姫」トーク&コンサート（総合テレビ 12月27日 18:10 - 18:43）
  - 出演：宮﨑あおい、樋口可南子、吉俣良

### 再放送・ネット配信・海外放送
- 2010年1月からNHKオンデマンドの「特選ライブラリー」で有償配信されている。第1回はNHKオンデマンド会員であれば無償で視聴できる。第2回以降は1回315円（税込、72時間視聴可能）、2から15回までが40日間視聴可能なパックが3,150円（税込、16から30回は2月、31から最終回は3月配信予定）である[10][11]。
- 2009年度には台湾のケーブルテレビにて放送開始したが、反響の大きさもあって合計10数回も再放送された[注釈 3]。本編以外にも鹿児島市の宝山ホールで収録された「篤姫」スペシャルトークや「篤姫」トーク&コンサートまで何度も再放送され、熱狂的ファンがツアーや個人旅行で日本まで観光に押し寄せるほどであった。
- 2010年4月9日から毎週金曜日（14時 - ）に衛星ハイビジョンで再放送され、2012年4月7日から毎週土曜日（18時 - ）にBSプレミアムで再々放送されている。また、2023年4月から毎週日曜日（11時30分 -）、毎週木曜日（18時15分 - ・再放送）に、BS4Kにて4Kリマスター版が放送されている[12]。
- アジア以外では2012年にルーマニア、2013年春にはハンガリーでも放映され好評であった
- チャンネル銀河で放送されている。ただし「篤姫紀行」は放送されていない。

## ソフトウェア

### DVD
- 篤姫 完全版 第壱集 DVD 7枚組
  - 本編第1回から第27回と特典映像を収録。
- 篤姫 完全版 第弐集 DVD 6枚組
  - 本編第28回から最終回と特典映像を収録。
- 篤姫 総集編 DVD 3枚組
  - 総集編

### サウンドトラック
- NHK大河ドラマ オリジナルサウンドトラック「篤姫」
- NHK大河ドラマ オリジナルサウンドトラック「篤姫 其ノ二」
- Best Soundtracks〜篤姫BEST and more〜

## 関連書籍
- NHK大河ドラマ・ストーリー 篤姫 前編 （日本放送出版協会） ISBN 978-4-14-923347-5
- NHK大河ドラマ・ストーリー 篤姫 後編 （日本放送出版協会） ISBN 978-4-14-923348-2
- NHK大河ドラマ・ストーリー 篤姫 完結編 （日本放送出版協会） ISBN 978-4-14-923349-9
- NHK大河ドラマ 歴史ハンドブック 篤姫 （日本放送出版協会） ISBN 978-4-14-910655-7
- NHK大河ドラマ 篤姫 完全ガイドブック （東京ニュース通信社） ISBN 978-4-92456691-0
- NHK大河ドラマ「篤姫」 （角川ザテレビジョン） ISBN 978-4-04-895008-4

## 受賞
- 東京ドラマアウォード2008 時代劇部門[13]
- 2009年 
  - エランドール賞
    - 作品賞 [TV ガイド賞]（TV部門）[14]

  - 第17回橋田賞[15][16]
- 第8回（2008年度）映像技術賞[17]
  - 山口類児、小味山 潤、日高一平、服部竜馬(第32回「桜田門外の変」の美術)

## 補足
- NHKエンタープライズは、無秩序に使われるのを防ぐ目的で「篤姫」「大河ドラマ篤姫」を複数の品目で商標登録し、使用者には使用料を徴収する予定である。「篤姫」という歴史上の固有名詞を独占していいのかと批判が出ているが、NHKでは過去の大河ドラマでもやってきたこととしており、商標登録の撤回は行なわない模様である[18]。